# Belgische federale verkiezingen 2019
De Belgische federale verkiezingen van 2019 werden gehouden op zondag 26 mei 2019, op dezelfde dag als de Europese verkiezingen van 2019 en de verkiezingen voor de deelstaten.
Op deze dag werden 150 leden van de Kamer van volksvertegenwoordigers verkozen in elf kieskringen: één per provincie en de kieskring Brussel-Hoofdstad. De senatoren worden verkozen door de deelstaatparlementen.
Na deze verkiezingen volgt de 55ste legislatuur van het Federaal Parlement van België.
De Zweedse coalitie van N-VA, CD&V, MR en Open Vld verloor in deze verkiezing meer dan een kwart van haar zetels, de zwaarste regeringsafstraffing in 20 jaar.

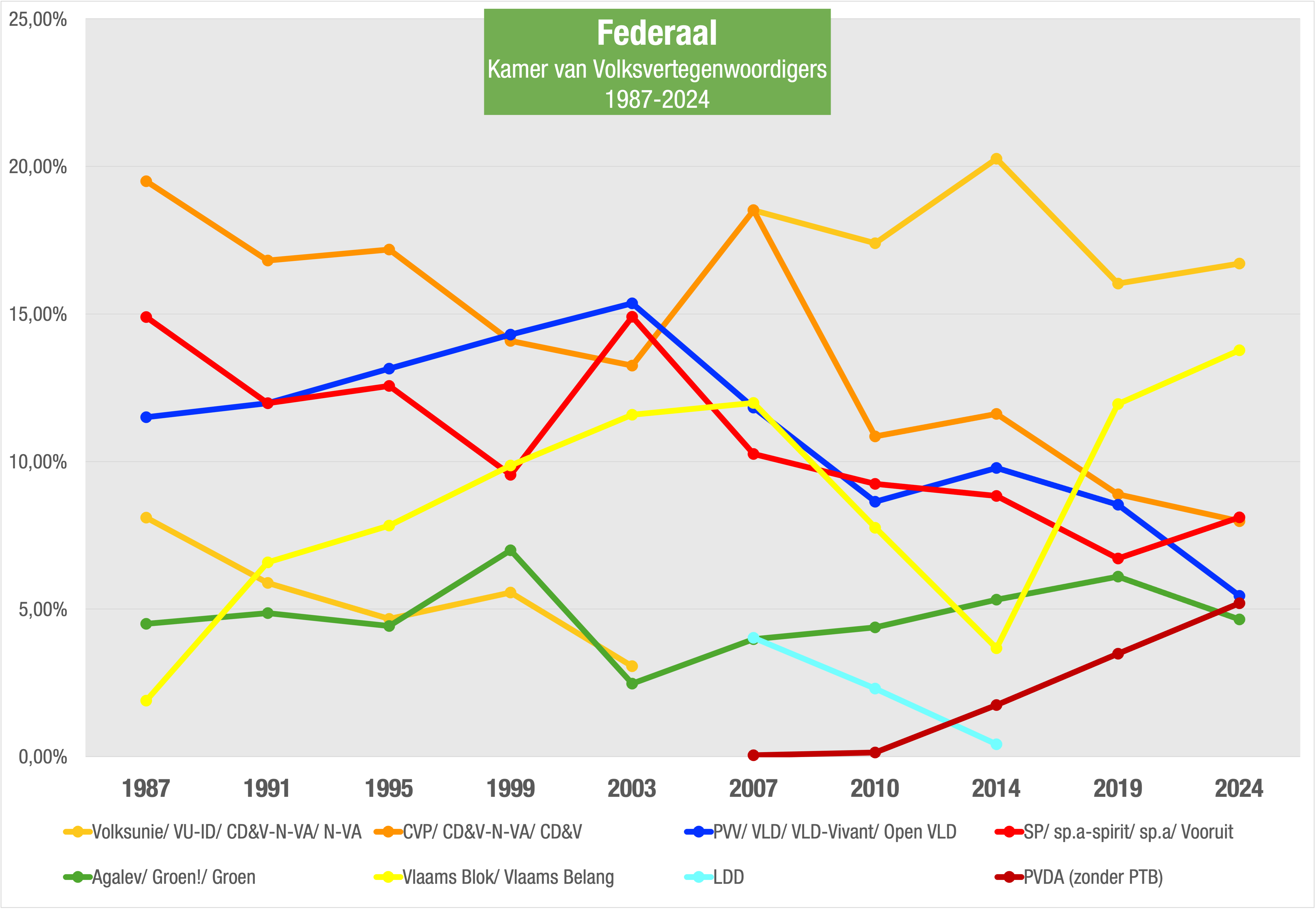
Grafiek van de Vlaamse partijen en hun behaalde resultaten voor de Kamer van volksvertegenwoordigers van 1987 tot en met 2024, uitgedrukt in procenten voor 'Het Rijk'.

## Kieskringen
De verkiezingen voor de Kamer van volksvertegenwoordigers vonden plaats in elf kieskringen. De zetelaantallen worden verdeeld op basis van het aantal inwoners, niet het aantal kiezers, per kieskring waarbij de bevolkingsaantallen op 28 mei 2012 als basis dienden. Dit komt neer op ongeveer 1 zetel per 75.000 inwoners en geeft volgende aantallen per kieskring:
- Antwerpen: 24 volksvertegenwoordigers
- Brussel-Hoofdstad: 15 volksvertegenwoordigers
- Henegouwen: 18 volksvertegenwoordigers
- Limburg: 12 volksvertegenwoordigers
- Luik: 15 volksvertegenwoordigers
- Luxemburg: 4 volksvertegenwoordigers
- Namen: 6 volksvertegenwoordigers
- Oost-Vlaanderen: 20 volksvertegenwoordigers
- Vlaams-Brabant: 15 volksvertegenwoordigers
- Waals-Brabant: 5 volksvertegenwoordigers
- West-Vlaanderen: 16 volksvertegenwoordigers

Het kiessysteem is overigens identiek aan dat van 2014 met een kiesdrempel van vijf procent voor elke kieskring. Het bereiken van deze kiesdrempel is echter geen directe garantie voor het behalen van een zetel, vooral in de kleinere kieskringen waar minder dan tien zetels te begeven zijn ligt de reële drempel in de praktijk hoger, zo leverden bijvoorbeeld 9,03% van de stemmen in de provincie Luxemburg geen zetel op voor de PTB.

## Kiezers
Alle Belgen die ten minste 18 jaar zijn, zijn verplicht deel te nemen aan de stembusgang (opkomstplicht). Buitenlanders die in België wonen, hebben geen stemrecht voor de federale verkiezingen. Belgen die in het buitenland gevestigd zijn, hebben wel de mogelijkheid te stemmen. Zij kunnen niet vrij kiezen in welke gemeente hun stem telt; de gemeente wordt objectief door wettelijke criteria bepaald. Voor deze verkiezingen waren er 8.167.709 ingeschreven kiezers (71,4% van de totale bevolking) een toename van ongeveer 160.000 (2%) t.o.v. 2014 terwijl het aantal inwoners over deze periode toenam met 2,5%. Hoewel er opkomstplicht is daagden 949.076 kiezers of 11,6% niet op (10,6% in 2014).

## Kandidaten

### Lijsttrekkers

#### Nederlandstalige lijsten
| Partij | Partij        | West-Vlaanderen          | Oost-Vlaanderen      | Antwerpen              | Limburg          | Vlaams-Brabant       | Brussel-Hoofdstad         |
| ------ | ------------- | ------------------------ | -------------------- | ---------------------- | ---------------- | -------------------- | ------------------------- |
|        | CD&V          | Hendrik Bogaert          | Pieter De Crem       | Servais Verherstraeten | Wouter Beke      | Koen Geens           | Sabine de Bethune         |
|        | Groen         | Wouter De Vriendt        | Stefaan Van Hecke    | Kristof Calvo          | Barbara Creemers | Jessika Soors        | Vormt een lijst met Ecolo |
|        | N-VA          | Sander Loones            | Anneleen Van Bossuyt | Jan Jambon             | Zuhal Demir      | Theo Francken        | Elias Kartout             |
|        | Open Vld      | Vincent Van Quickenborne | Alexander De Croo    | Christian Leysen       | Patrick Dewael   | Maggie De Block      | Mimi Crahaij              |
|        | PVDA          | Ilona Vandenberghe       | Steven De Vuyst      | Peter Mertens          | Ayse Yigit       | Bea Knaepen          | Maria Vindevoghel         |
|        | sp.a          | John Crombez             | Joris Vandenbroucke  | Yasmine Kherbache      | Meryame Kitir    | Karin Jiroflée       | Vormt een lijst met PS    |
|        | Vlaams Belang | Wouter Vermeersch        | Barbara Pas          | Tom Van Grieken        | Annick Ponthier  | Dries Van Langenhove | Alain Moyson              |
|        | DierAnimal    | Dennis Barbion           | Pieterjan Ponsaerts  | Thomas Geuens          |                  | Luc Ferdinand        | Peter Verhaegen           |

#### Franstalige lijsten
| Partij | Partij          | Luik               | Henegouwen          | Luxemburg        | Namen              | Waals-Brabant     | Brussel-Hoofdstad        |
| ------ | --------------- | ------------------ | ------------------- | ---------------- | ------------------ | ----------------- | ------------------------ |
|        | cdH             | Vanessa Matz       | Catherine Fonck     | Josy Arens       | Maxime Prévot      | Olivier Vanham    | Georges Dallemagne       |
|        | DéFI            | Renaud Duquesne    | Alexandra Dupire    | Daniel Schutz    | Pierre-Yves Dupuis | Fiorella Iezzi    | François De Smet         |
|        | Ecolo           | Sarah Schlitz      | Jean-Marc Nollet    | Cécile Thibaut   | Georges Gilkinet   | Simon Moutquin    | Zakia Khattabi           |
|        | MR              | Daniel Bacquelaine | Denis Ducarme       | Benoît Piedboeuf | David Clarinval    | Charles Michel    | Didier Reynders          |
|        | PP              | Aldo Carcaci       | Mischaël Modrikamen | Maxime Grégoire  | Murielle Paquet    | Michaël Debast    | Pierre-Emmanuel Goffinet |
|        | PS              | Frédéric Daerden   | Elio Di Rupo        | Mélissa Hanus    | Eliane Tillieux    | André Flahaut     | Ahmed Laaouej            |
|        | PTB             | Raoul Hedebouw     | Marco Van Hees      | Véronique Lebeau | Thierry Warmoes    | Marc Boutet       | Vormt een lijst met PVDA |
|        | Listes Destexhe | Stéphane Di Maria  | Patricia Potigny    | Daniel Willems   | Astrid Charles     | Pierre Vierendeel | Alain Destexhe           |

### Kandidatenlijsten per kieskring
Dit zijn de kandidatenlijsten per kieskring. De verkozenen staan vetgedrukt.

#### Antwerpen
| Plaats      | Open Vld               | N-VA                  | Vlaams Belang          | CD&V                    | PVDA               | Groen                     | sp.a                  |
| Effectieven | Effectieven            | Effectieven           | Effectieven            | Effectieven             | Effectieven        | Effectieven               | Effectieven           |
| ----------- | ---------------------- | --------------------- | ---------------------- | ----------------------- | ------------------ | ------------------------- | --------------------- |
| 1           | Christian Leysen       | Jan Jambon            | Tom Van Grieken        | Servais Verherstraeten  | Peter Mertens      | Kristof Calvo             | Yasmine Kherbache     |
| 2           | Marianne Verhaert      | Valerie Van Peel      | Ellen Samyn            | Nahima Lanjri           | Greet Daems        | Kim Buyst                 | Jan Bertels           |
| 3           | Lieselotte Thys        | Bert Wollants         | Reccino Van Lommel     | Jef Van den Bergh       | Manal Toumi        | Bogdan Vanden Berghe      | Hicham El Mzairh      |
| 4           | Fabienne Blavier       | Sophie De Wit         | Hans Verreyt           | Griet Smaers            | Tanja Deprez       | Rina Rabau                | Kelly Van Tendeloo    |
| 5           | Alexandra d'Archambeau | Michael Freilich      | Catherine François     | Wim Soons               | Özgur Gümüs        | Jan Herthogs              | Stephanie Vanden Eede |
| 6           | Abdrahman Labsir       | Yoleen Van Camp       | Cedric Cornelissen     | Elien Bergmans          | Hanna Meyers       | Freya Piryns              | Karl Apers            |
| 7           | Edwig Van Hooydonck    | Johan Klaps           | Nancy Ceuppens         | Paul Verbeeck           | Nadia Charradi     | Tarik Fraihi              | Nick Boeykens         |
| 8           | Kato Mannaerts         | Koen Metsu            | Heidi Van den Bergh    | Mohammed El Hajouti     | Walter Joos        | Amber Paris               | Erwin Madereel        |
| 9           | Adil Fraihi            | Kristof Hendrickx     | Dieter De Quick        | Gilles Bultinck         | Toby Bergmo        | Marc Van Ryne             | Victoria Vandermeeren |
| 10          | Arnold Van Aperen      | Jan Moons             | Chris Luyckx           | Evi Van Camp            | Luc Van der Schoot | Katrien Vanhove           | Annemarie Kota        |
| 11          | Nurcan Kurnaz          | Mireille Colson       | Carrera Neefs          | Galina Matushina        | Guido Deckers      | Sander Rottiers           | Tom Namurois          |
| 12          | Claude Marinower       | Sanne Van Looy        | Steve Van Broeckhoven  | Joke Segers             | Benedict Mayuku    | Kee Verheyen              | Andy Janssens         |
| 13          | Ronald Slootmans       | Koen Dillen           | William Van Kerckhoven | Greet De Bruyn          | Karina Amaliki     | Maarten Leemans           | Fatma Akbas           |
| 14          | Christophe Van Dessel  | Rita Bellens          | Evy Møller             | Roel Van Elsacker       | Rob Eeman          | Fatima Ouhssaine          | Delaina El Uaamari    |
| 15          | Nathalie Van Sande     | Sevilay Altintas      | Manuel Elst            | Koen Ghys               | Sonja Van Giel     | Arbër Halili              | Farid Benasser        |
| 16          | Magalie Verstraelen    | Tom Kersemans         | Mieke Schuurmans       | Koen De Busser          | Sara Van Rompaey   | Lieve Snauwaert           | Ilse Janssens         |
| 17          | Cedric Heylen          | Tacha Mertens         | Agnes Salden           | Rezi Friedman           | Willy De Borger    | Omar Fathi                | Gunther Hendrickx     |
| 18          | Sandy Bellengé         | Linda Lauwers         | Dirk De Smedt          | Vera Goris              | Katrien Gernaey    | Hasina Amini              | Maddy Claes           |
| 19          | Bas Van Olmen          | Jan Van Camp          | Myriam Baeyens         | Murat Oner              | Kevin Wolfs        | Björn Siffer              | Zhor Boulaich Kasmi   |
| 20          | Vicky Vanmarcke        | Ludo Van Campenhout   | Chris Marynissen       | May Aernouts            | Kris Merckx        | Sien Pillot               | Eugénie Bempunga      |
| 21          | Jasmine Vangenechten   | Saadet Gülhan         | Ingrid Crynen          | Herman Jongenelen       | Mieke Laenen       | Jenne Meyvis              | Sofie Coppers         |
| 22          | Gerardina Kinsbergen   | Babette Dehaen        | Jos Moeyersons         | Babs De Vocht           | Sharmin Shayla     | Marijke Preneel           | Jan Van Gorp          |
| 23          | Yolande Avontroodt     | Caroline Janssens     | Marina Rothmayer       | Yvo Van Damme           | Cindy Eykens       | Marc Bogers               | Tom Meeuws            |
| 24          | Dirk Van Mechelen      | Peter De Roover       | Marijke Dillen         | Kathleen Helsen         | Dirk Van Duppen    | Ingrid Pira               | Erik De Bruyn         |
| Opvolgers   |                        |                       |                        |                         |                    |                           |                       |
| 1           | Koen Helsen            | Wim Van der Donckt    | Dirk Aras              | Kris Verbeeck           | Anne Delespaul     | Christophe Van Berckelaer | Ben Segers            |
| 2           | Joke Vandenbulck       | Els Van Doesburg      | Ilse Van Echelpoel     | Sumati Adriaensen       | Ward Coenegrachts  | Ikrame Kastit             | Gitta Vanpeborgh      |
| 3           | Bavo De Mol            | Pieter Cowé           | Jan Van Wesembeeck     | Chris De Veuster        | Mie Branders       | Evarist Heylen            | Emma Lambregts        |
| 4           | Liana Davtyan          | Eva Van Keer          | Jan Mortelmans         | Bob Van Den Eijnden     | Dirk Tuypens       | Cecile Van Hecke          | Kelly Verheyen        |
| 5           | Eva Houet              | Karen Michiels        | Wouter Bollansée       | Tom Herremans           | Lola Laenen        | Tom De Pelseneer          | Abdelmoumem Sahli     |
| 6           | Bart Goris             | Seppe Gys             | Christel Engelen       | Stein Voet              | Peter Veltmans     | Lien Van Eyck             | Fahar Nadeem          |
| 7           | Steve Janssens         | Katrijn Van Riet      | Elke Heylen            | Steff Nouws             | Ilona Van Looy     | Helga Hoeymans            | Heidi Adriaensen      |
| 8           | Chantal Kleynen        | Rudy Verhoeven        | Bob Hulstaert          | Kurt Vets               | Ronny Struyf       | Christiaan Mertens        | Elvir Silajdžić       |
| 9           | Alexandra Van Tongelen | Wendy Hendrickx       | Hedvig Van Brusselen   | Paula Henderickx        | Rudy Sohier        | Monique Aerts             | Marc Elegeert         |
| 10          | Inge De Bie            | Marleen Van den Eynde | Amber Deré             | Caroline Van der Heyden | Anna Vleeshouwers  | Diederik Vandendriessche  | Marina Segers         |
| 11          | Els Hendrickx          | Jef Vissers           | Anita Saey             | Marijke Van der Moeren  | Anne Peeters       | Elka Joris                | Joris Kerckhofs       |
| 12          | Patrick Feyaerts       | Dominique Peeters     | Luc Vermeulen          | Eric Janssens           | Nahid Koocheki     | Marc Hordies (Ecolo)      | An Gittenaer          |
| 13          | Dirk Sterckx           | Herman De Bode        | Veroniek Dewinter      | Mien Van Olmen          | Wout Schafraet     | Mieke Vogels              | Peter Raats           |

#### Brussel-Hoofdstad
| Plaats      | Ecolo                          | Open Vld             | cdH                          | MR                    | PP                           | N-VA                    | Vlaams Belang           | CD&V                    | DéFI                   | PTB*PVDA              | Listes Destexhe               | PS                       |
| Effectieven | Effectieven                    | Effectieven          | Effectieven                  | Effectieven           | Effectieven                  | Effectieven             | Effectieven             | Effectieven             | Effectieven            | Effectieven           | Effectieven                   | Effectieven              |
| ----------- | ------------------------------ | -------------------- | ---------------------------- | --------------------- | ---------------------------- | ----------------------- | ----------------------- | ----------------------- | ---------------------- | --------------------- | ----------------------------- | ------------------------ |
| 1           | Zakia Khattabi                 | Mimi Crahaij         | Georges Dallemagne           | Didier Reynders       | Pierre-Emmanuel Goffinet     | Elias Kartout           | Alain Moyson            | Sabine de Bethune       | François De Smet       | Maria Vindevoghel     | Alain Destexhe                | Ahmed Laaouej            |
| 2           | Gilles Vanden Burre            | Stef Colens          | Bea Ercolini                 | Sophie Wilmès         | Noèmie Quiddoes              | Els Butenaers           | Chantal Segers          | Frederic Kubben         | Sophie Rohonyi         | Nabil Boukili         | Anne Decortis                 | Caroline Désir           |
| 3           | Tinne Van der Straeten (Groen) | Christel Verhasselt  | Fabienne Boucau-Mineur       | Michel De Maegd       | Olivier Battifoy             | William Van de Velde    | Claude Houtevelt        | Kristine Bormans        | Jonathan De Lathouwer  | Claire Geraets        | Hans Van de Cauter            | Emir Kir                 |
| 4           | André Peters                   | Evelyne Roobroek     | Hassan Ouassari              | Olivier De Clippele   | Céline Delcourt              | Honorata Andrzejewska   | Danielle Clausse        | Philippe Maquestiau     | Myrna Nabhan           | Giovanni Bordonaro    | Delphine de la Vallée Poussin | Nawal Ben Hamou          |
| 5           | Olenka Czarnocki               | David Praet          | Alketa Selimaj               | Monique Cassart-Simon | Abel Moussa                  | Tom Voncken             | Jean-Marie Claus        | Inès Qamha              | Pascal Dujardin        | Riet Dhont            | Azita Rostami                 | Lydia Dujardin-Desloover |
| 6           | Félix Boudru                   | Nazgul Balmukhanova  | Saïd Chibani                 | Gauthier Calomne      | Aurélie Fernez               | Godelieve De Weghe      | Nathalie Van Der Veken  | Christoph Klenner       | Emel Dogancan Kotaoglu | Loïc Fraiture         | Françoise Nihard              | Denis Nanga              |
| 7           | Séverine de Laveleye           | Jarl Thimpont        | Rita Najm                    | Amélie Pans           | Louis Smrkulj                | Werner Heyvaert         | Jean Stalpaert          | Makemu-Dia Meunier      | Mustafa Yaman          | Hind Addi             | Dimitri Giannakis             | Jean Spinette            |
| 8           | Achraf Ben H'ssain             | Filiz Urus           | Hakan Balkan                 | Jeremy Van Gorp       | Renée Vandervaeren           | Johanna Luykx           | Anita Boudart           | Jacques Penez           | Gisele Abboud-Mbayoko  | Miguel Rubio Gonzalez | Rose Umugiraneza              | Caroline Dupont          |
| 9           | Geneviève Louyest              | Jelmen Haaze         | Mauricette Nsukungu Akhiet   | Elozi Lomponda        | Wiktor Zalenski              | Roland Demailly         | Guy Vermeulen           | Katrin Verstraete       | Alexandre Dermine      | Marie Schmit          | Philippe van der Gracht       | Mohamed Daif             |
| 10          | François Denuit                | Werner Spinoy        | Malika Madi                  | Patrick Lenaers       | Ariadna Valcarcel del Barrio | Liliana Frankl-Goseye   | Maria Kasprzak          | Erik Longin             | Marie-Paule Tshombe    | Sajid Mouna           | Joëlle Weintraub              | Christine Murièle Jakob  |
| 11          | Pauline van Cutsem             | Jenny Van Hoeymissen | Damien Gerard                | Raquel D'Haese-Leal   | Philip Henry                 | Pascal Landeloos        | Serge Algoet            | Katleen Segers          | Fabre Delfosse         | Alice Verlinden       | Paul de Lophem                | Mohamed Adahchour        |
| 12          | Anthony Baert (Groen)          | Tamara De Groof      | Catherine Dufays-Nyssens     | Yesim Gunes           | Alain Van Veer               | Merlinda Terziki        | Stephanie Hoffmans      | Mustapha Bouzinab       | Jeanne Crucifix        | Karim Ben-Aissa       | Riccardo Riva                 | Luiza Duraki             |
| 13          | Jasmina Douieb                 | Jan De Ceuster       | Dorothée Cardon de Lichtbuer | Olivier Coppens       | Beverly Battoccolo           | Annelies Wostyn         | Guy Quairière           | Myriam Hendrickx        | Pierre Bolly           | Claudia Chin          | Arlinda Alia                  | Myriem Amrani            |
| 14          | Maroun Laraki                  | Aviva Dierckx        | Jean-François Thayer         | Khadija Boudiba       | Bénedicte Lunda              | Jacqueline Renders      | Monique Dubois          | Pieter Demeester        | Anne-Rosine Delbart    | Pierre Marage         | Paul Sedyn                    | Mathieu Vervoort         |
| 15          | Anouk Van Gestel               | Sheraz Rafi          | Hervé Doyen                  | Damien Thiéry         | Stéphane Resimont            | Filip De Pillecyn       | Roeland Van Walleghem   | Michel Goethals         | Valérie Geeurickx      | Benjamin Pestieau     | Michel Naets                  | Karine Lalieux           |
| Opvolgers   |                                |                      |                              |                       |                              |                         |                         |                         |                        |                       |                               |                          |
| 1           | Claire Hugon                   | Frédéric Masil       | Laurent Hacken               | Philippe Pivin        | Jessica De Smedt             | Bram Carlier            | Emile Eloy              | Martine Motteux-Abeloos | Delphine De Valkeneer  | Axel Bernard          | Baudouin Peeters              | Khalil Aouasti           |
| 2           | Guillaume Defossé              | Sofie Grulois        | Sofia Bennani                | Nathalie Gilson       | Jacques De Kegel             | Sarah Van Hassel        | Nadia Parate            | Poghos Poghosyan        | Cédric De Cock         | Joke Vandenbempt      | Béatrice Phongo               | Florence Lepoivre        |
| 3           | Caroline Joway                 | Kristel Janssen      | Jean-Yves Kitantou           | Aline Godfrin         | Micheline Van Kerckhove      | André Sadones           | Guy Dermine             | Valeri Rajkovcevic      | Shadi Farkhojasteh     | Dirk De Block         | Jean-Louis Herman             | Cédric Norré             |
| 4           | Stéphane Raedts                | Philip Adriaenssens  | Anne Desmarets               | Stéphane Obeid        | Emmanuel de Meulenaer        | Judith Vermeulen        | Beatrice Testaert       | Pascal Verheye          | Grégory Boen           | Elise Sacco           | Myriam Van Winghe             | Abdellah Achaoui         |
| 5           | Isabel Rodriguez Garcia        | Frédéric Phalempin   | Anwar Soulami                | Geoffrey Van Hecke    | Sandie Giuele                | Winold Demailly         | Eric van der Steenhoven | Sylvie Vandecruys       | Elias Ammi             | Stavros Hatzigeorgiou | Thomas Tefnin                 | Ghislaine Molaï          |
| 6           | Mathias Gyselen (Groen)        | Mia Joosten          | Mariam Kljyan                | Anne Quevrin          | Patrick Hertveld             | Dolma Chung             | Stéphanie Boulanger     | Vahid Sheikh Rezaei     | Laure De Leener        | Rita Vanobberghen     | Francine Verdonck             | Martin Maréchal          |
| 7           | Marie Gervais                  | Franck Goethals      | François Beyens              | Gabriela Banu         | Elisabeth Heusdens           | Johan Clauwaert         | Jean Dewit              | Adil El Aisaoui         | Gregory Matgen         | Khalid Talbi          | Simone Collet                 | Moustafa Chahboun        |
| 8           | Michaël Bataye                 | Ann Michiels         | Carole Moens de Hase         | Annie Mokto           | André Colin                  | Jean-Pierre Desaedeleer | Eliza Mertens           | Carine Cackebeke        | Sophie de Vos          | Hanne Bosselaers      | Sarah Mbuyi                   | Naima Belkhatir          |
| 9           | Alexis De Boe                  | Albert Verdeyen      | Geoffroy Kensier             | Jacques Brotchi       | Dionora Khuen-Belasi-Lützow  | Anne-Laure Mouligneaux  | Jessy de Clerfay        |                         | Fabian Maingain        | Mathilde El Bakri     | Sami Kalyon                   | Nahyd Meskini            |

#### Henegouwen
| Plaats      | Ecolo                    | cdH                            | MR                         | PP                       | Vlaams Belang      | DéFI                    | PTB                | Listes Destexhe            | PS                  |
| Effectieven | Effectieven              | Effectieven                    | Effectieven                | Effectieven              | Effectieven        | Effectieven             | Effectieven        | Effectieven                | Effectieven         |
| ----------- | ------------------------ | ------------------------------ | -------------------------- | ------------------------ | ------------------ | ----------------------- | ------------------ | -------------------------- | ------------------- |
| 1           | Jean-Marc Nollet         | Catherine Fonck                | Denis Ducarme              | Mischaël Modrikamen      | Patrick Sessler    | Alexandra Dupire        | Marco Van Hees     | Patricia Potigny           | Elio Di Rupo        |
| 2           | Marie-Colline Leroy      | David Lavaux                   | Marie-Christine Marghem    | Valérie Rasseneur        |                    | Alain Eyenga            | Sofie Merckx       | David Bouillon             | Ludivine Dedonder   |
| 3           | Albert Vicaire           | Marie-Hélène Vanelstraete      | Caroline Taquin            | Gerard Vanderlin         |                    | Marie-Jeanne Bocquillon | Roberto D'Amico    | Angie Authom               | Hugues Bayet        |
| 4           | Malika Hamoumi           | Eric Goffart                   | Georges-Louis Bouchez      | Geneviève Baldewyns      |                    | Nicolas Kramvoussanos   | Lucia Giunta       | Christophe Colin           | Patrick Prévot      |
| 5           | Younesse Kaddour Djebbar | Delphine Deneufbourg           | Anne Feron                 | Pascal Loosvelt          |                    | Carole Mertens          | Yannick Sandras    | Anne Froment               | Eric Thiébaut       |
| 6           | Auxane Genette           | Michel Casterman               | Alexandra Dupont           | Aurore Hubert            |                    | Rosario Gagliano        | Apolline Dupuis    | Jean-François Vanlerberghe | Özlem Özen          |
| 7           | Baptiste Coppens         | Anna Dejonckheere              | Valéry Gosselain           | Silvio Marini            |                    | Michèle Gheysens        | Xavier Pottillius  | Chantal Roelens            | Laurence Zanchetta  |
| 8           | Gaëlle Hossey            | Jean-François Gatelier         | Bénédicte Poll             | Chantal Pichuèque        |                    | Franck Courbet          | Veronique Blaze    | Donat Descamps             | Geneviève Isaac     |
| 9           | Pierre Scieur            | Christine Laurent              | Lucien Rawart              | Vincent Lefèvre          |                    | Frédérique-Janine Jonet | Thomas Lemaire     | Sandra Verbeeck            | Maxime Felon        |
| 10          | Ludivine Di Ruggiero     | François Schillings            | Natacha Leroy              | Lindsay Maloteau         |                    | Julien Laporte          | Anne Lecocq        | Paul-Henri Lallemand       | Anne-Sophie Jura    |
| 11          | Quentin Dumont           | Rosine De Roeck                | Nathalie Laurent           | Eric Beugnies            |                    | Aurore Limage           | Noé Covolan        | Carole Hacbart             | Guillaume Farvacque |
| 12          | Cécile Dascotte          | Idès Cauchie                   | Cindy Rabaey               | Marjoyre Martin          |                    | Michele Tortolano       | Kadiga Koutaine    | Eric Meurant               | Nathalie Coduti     |
| 13          | Benjamin Debroux         | Busra Demirkan                 | Marc Castel                | Alain Brandts            |                    | Sarah Maligieri         | Maurice Fabrot     | Aurelie Tutoveanu          | Marc Minneboo       |
| 14          | Annissa Tamines          | Guillaume Hambye               | Michel Pecquereau          | Jacqueline Wargny        |                    | Christian Lambelin      | Anne Sommereyns    | Bernard Duchenne           | Anaïs Marbaix       |
| 15          | Francis Biset            | Natacha Deroisin               | Philippine Dhanis          | Yves Borza               |                    | Julie Friart            | Luc Vandenameele   | Juliette Mechrouh          | Benoît Van de Weghe |
| 16          | Nicole Vanhoof           | Jean-Marie Bombele Lifafu      | Hervé Fiévet               | Jacqueline Debehault     |                    | Sylvie Duga Ndembo      | Pierre Leroy       | Sylviane Momont            | Elena Millitari     |
| 17          | Zoé Strebelle            | Sylvie Chiarucci               | André Lemmens              | Eric Leemans             |                    | Christophe Verbist      | Quentin Lootens    | Renzo Lecinni              | Ayse Aktas          |
| 18          | Joseph Consiglio         | Christian Brotcorne            | Maxime Daye                | Rose-Marie Marivoet      |                    | Mikhaël Jacquemin       | Anita Mahy         | Véronique Perniaux         | Daniel Senesael     |
| Opvolgers   |                          |                                |                            |                          |                    |                         |                    |                            |                     |
| 1           | Laurence Hennuy          | Mathieu Périn                  | Benoît Friart              | Nicolas Herman           | Hedwig Jacobs      | Willy Detombe           | Charlie Le Paige   | Laurent Doucy              | Philippe Tison      |
| 2           | Louis Mariage            | Clementine Vandenbroucke       | Isabelle Galant            | Kimberly Decraie         | Maria Rijken       | Michelle Rucquoy        | Liza Lebrun        | Jacqueline Mercier         | Leslie Leoni        |
| 3           | Julie Crucke             | Jonathan Biset                 | Lucie Demaret              | Freddy Bury              | Joris Vercammen    | Philippe Paquot         | Denis Pestieau     | Laurent De Paoli           | Sabah Gahouchi      |
| 4           | Fabian Durvaux           | Lise Amorison                  | Thérèse Chevalier-Leclercq | Marie-Christine Leyman   | Marie Vandebroeck  | Ngoy Poshi              | Séverine Sunak     | Marjorie Monseux           | Patty Cantigneau    |
| 5           | Jessica Willocq          | Sammy Van Hoorde               | Laurence Roulin-Durieux    | Sergio D'Alonzo          | Danny Bourgeois    | Gérard Haustrate        | Bruno Stas         | Quentin Boland             | Maximilien Lerat    |
| 6           | François Dieu            | Caroline Boutillier            | Fabienne Devilers          | Valérie Michaux          | Tammara Van Biesen | Elena La Giusa          | Maria Cazzetta     | Viviane Philips            | Marian Clément      |
| 7           | Nathalie Vast            | Charles Dupuis                 | Albert Depret              | David André              |                    | Michaël Godfrin         | Bruno Bosmans      | Arnaud Longeval            | Sébastien Lebeau    |
| 8           | Samuël Quiévy            | Véronique Brouckaert-Deseveaux | Gérald Moortgat            | Simone Fauconnier        |                    | Maryline Lamand         | Roos-Lien Keijzer  | Daisy Say                  | Clara Porcu         |
| 9           | Hélène Wallemacq         | Marie-Josée Vandamme           | Didier Delpomdor           | Pierre-Marie Vandensteen |                    | Alain Autome            | Thierry Despretz   | Géraldine Sabbe            | Jimmy Ababio        |
| 10          | Lech Schelfout (Groen)   | Xavier Papier                  | Armand Boite               | Laurence Brohé           |                    | Nadine Reynaert         | Pauline Boninsegna | Guy Flament                | Carine Burgeon      |

#### Limburg
| Plaats      | Open Vld                             | N-VA                  | Vlaams Belang        | CD&V                    | PVDA                   | Groen                     | sp.a                 |
| Effectieven | Effectieven                          | Effectieven           | Effectieven          | Effectieven             | Effectieven            | Effectieven               | Effectieven          |
| ----------- | ------------------------------------ | --------------------- | -------------------- | ----------------------- | ---------------------- | ------------------------- | -------------------- |
| 1           | Patrick Dewael                       | Zuhal Demir           | Annick Ponthier      | Wouter Beke             | Ayse Yigit             | Barbara Creemers          | Meryame Kitir        |
| 2           | Nele Lijnen                          | Wouter Raskin         | Frank Troosters      | Nawal Farih             | Sooi Van Limbergen     | Muhammet Oktay            | Kris Verduyckt       |
| 3           | Frederick Vandeput                   | Frieda Gijbels        | Erik Gilissen        | Raf Terwingen           | Chloë Vercauteren      | Vanita Mertens            | Maurice Webers       |
| 4           | Mahmut Temur                         | Lies Jans             | Marleen Spee         | Mark Vos                | Frédéric Gillot        | Souliman Diräa            | Eddy Manet           |
| 5           | Guido Cleuren                        | Werner Janssen        | Pierre Hendriks      | Evelyne Stassen         | Nathalie Odeur         | Katrijn Conjaerts         | Funda Oru            |
| 6           | Laurien Bamps                        | Peter Luykx           | Anna Boey            | Thomas Vints            | Jef Coninx             | Dirk Opsteijn             | Gert Stas            |
| 7           | Edith Bijnens                        | Ann Vogels-Leyssens   | Audrey Jütten        | Ilse Wevers             | Juna Ghaye             | Liesbeth Reijniers        | Marc Schepers        |
| 8           | Marie-Jeanne Raedschelders-Savelkoul | Liesbet Geyskens      | Anny Jaspers         | Dries Deferm            | Pascal Dries           | Hans Proost               | Inge Robeyns         |
| 9           | Inge Opsteijn                        | Patrick Leenders      | Alex Vossen          | Anita Meerten           | Katarina Petit         | Karen Schabregs           | Elvire Martens       |
| 10          | Majjoe Eddib                         | Myrthe Van Roey       | Katrina Langlet      | Liesbeth Van der Auwera | Ivo Geurts             | Ruben Stassen             | Veerle Schoenmaekers |
| 11          | Philip Dehollogne                    | Andy Pieters          | Jean-Paul Briers     | Bob Nijs                | Gina De Smedt          | Nele Broekmans            | Myriam Giebens       |
| 12          | Igor Philtjens                       | Huub Broers           | Leo Joosten          | Veerle Heeren           | Staf Henderickx        | Frank Vroonen             | Tony Coonen          |
| Opvolgers   |                                      |                       |                      |                         |                        |                           |                      |
| 1           | Grete Remen                          | Joy Donné             | Brigitte De Jonge    | Steven Matheï           | Thomas Heijens         | Kobe Snyers               | Bert Moyaers         |
| 2           | Kristof Schiepers                    | Mieke Claes           | Ronald Peeters       | Maryam Jamshid          | Lore Colson            | Elke Remans               | Tine Jans            |
| 3           | Astrid Puts                          | Gerry Briers          | Theo Boosten         | Pieter Konings          | Gianni Locatelli       | Roland Vanseveren (Ecolo) | Koen Sleypen         |
| 4           | Jeroen Bellings                      | Marie-Rose Schops     | Isabelle Vanherle    | Isabelle Thielemans     | Angela Lentini         | Kristien Testelmans       | Myriam Bellio        |
| 5           | Kim Willekens                        | Marc Vereecken        | Marc Coenen          | Wim Dries               | Jean Voncken           | Ronny Boeykens            | An-Sofie Maes        |
| 6           | Johan Tollenaere                     | Joske Dybaljo-Dexters | Rosette Welkenhuysen | Tom Vandeput            | Faïza Zeghdane         | Annick Opdekamp           | Stefaan T'Jolyn      |
| 7           | Mark Vanleeuw                        | Rik Kriekels          | Sidney Borkowski     | Inge Moors              | Vinciane Ribourdouille | Jean-Marie Roosen         | Tom Peeters          |

#### Luik
| Plaats      | Ecolo                    | cdH                     | MR                          | PP                      | Vlaams Belang         | DéFI               | PTB                     | Listes Destexhe      | PS                         |
| Effectieven | Effectieven              | Effectieven             | Effectieven                 | Effectieven             | Effectieven           | Effectieven        | Effectieven             | Effectieven          | Effectieven                |
| ----------- | ------------------------ | ----------------------- | --------------------------- | ----------------------- | --------------------- | ------------------ | ----------------------- | -------------------- | -------------------------- |
| 1           | Sarah Schlitz            | Vanessa Matz            | Daniel Bacquelaine          | Aldo Carcaci            | Luk Van Nieuwenhuysen | Renaud Duquesne    | Raoul Hedebouw          | Stéphane Di Maria    | Frédéric Daerden           |
| 2           | Samuel Cogolati          | Jean-Paul Bastin        | Kattrin Jadin               | Sabine Snyders          |                       | Julie Leclercq     | Nadia Moscufo           | Loraine Maucourant   | Julie Fernandez Fernandez  |
| 3           | Julie Chanson            | Gianni Tabbone          | Philippe Goffin             | Michel Sail             |                       | Jean-Marc Pahaut   | Gaby Colebunders        | Georges Neyrinck     | Christophe Lacroix         |
| 4           | Rémi Gemenne             | Cécile Ozer             | Cécile Firket               | Pascal Coppens          |                       | Valérie Bauwin     | Catherine Lacomble      | Sophie Masangi       | Laura Crapanzano           |
| 5           | Funda Demirci            | Madeleine Grosch-Hennes | Nicolas Reynders            | Concetta Gullo          |                       | Christophe Dethier | Rafik Rassâa            | Guillaume Horne      | Grégory Happart            |
| 6           | Marco Magnery            | Jâmal Manad             | Charlotte Guyot-Stevens     | Mike Mombeek            |                       | Corine Pirotton    | Laura Costi             | Caroline Germay      | Deborah Colombini          |
| 7           | Margot d'Antuono         | Marie Jacqmin           | Julien Woolf                | Marielle Dubru          |                       | Aubry Meyers       | Antonio Gomez Garcia    | Edouard Kamps        | Grégory Philippin          |
| 8           | Khalid Hamdaoui          | Olivier Rion            | Mélissa Trevisan            | Jean-Luc Decabooter     |                       | Sophie Ronchetti   | Andrea Cotrena Cotrena  | Catherine Fraiture   | Carine Fagnant             |
| 9           | Stefanie De Bock (Groen) | Cécile Baltaci          | Philippe Dubois             | Natalya Biryukova-Ryjko |                       | Alexandre Favero   | Fidèle Niyonzima        | Patrice Rousseau     | Samuel Moiny               |
| 10          | Xavier Warling           | Raphaël Grégoire        | Karima Safia                | Daniel Marchi           |                       | Anne Mockels       | Norine Lottin           | Christel O'Connor    | Marie-Jeanne Omari Mwayuma |
| 11          | Gisèle Depas             | Rose Teheux             | André Blaise                | Michelle Joie           |                       | Yohan Piton        | Luc Joris               | Arnaud Juen          | Ali El Mekeddem            |
| 12          | Etienne Vendy            | Jacques Piron           | Marion Dubois               | Josiane Klopp           |                       | Claire Henrioulle  | Isabelle De Bois        | Monique Chaqueue     | Carine Renson              |
| 13          | Marie Vandeuren          | Vincianne Pirard        | Louis Maraite               | Assunta Salerno         |                       | Kenny Nduwayezu    | Pierre dit Pavé Étienne | Sylviane Momont      | Alfred Ossemann            |
| 14          | Samuel Dufranne          | Thierry Ancion          | Françoise de Laminne de Bex | Pierre-Jean Simonis     |                       | Dominique Marcelli | Giovanni Di Rutigliano  | Pascal Loncin        | Duygu Celik                |
| 15          | Caroline Saal            | Francis Dejon           | Katty Firquet               | Serge Reynders          |                       | Michael Henen      | Léa Tuna                | Philippe Lambert     | Marc Goblet                |
| Opvolgers   |                          |                         |                             |                         |                       |                    |                         |                      |                            |
| 1           | Nicolas Parent           | Loïc Jacob              | Mathieu Bihet               | Jérôme Chantraine       | Theodore Hamers       | Diane Dister       | Damien Robert           | Simon Petermann      | Malik Ben Achour           |
| 2           | Murielle Frenay          | Christine Servaes       | Magali Dock                 | Vanessa Wilmots         | Jeannine Buyl         | Laurent Moermans   | Marie-Christine Scheen  | Laetitia Louon       | Sophie Thémont             |
| 3           | Michael Klütgens         | Teresa Bong             | Michel Grignard             | Bernard Zeimes          | Gerard Van Noten      | Aurélie Dupont     | Julien Hannotte         | Benjamin Ville       | Hervé Rigot                |
| 4           | Sandra Gaillard          | Luc Mathues             | Anna Dodrimont              | Christel Liagre         | Hilda Lanckmans       | Stacy Etienne      | Anne Mercenier          | Vanessa Muzzillo     | Chanelle Bonaventure       |
| 5           | Matthieu Content         | Anne-Marie Fortemps     | Joseph Ponthier             | Joseph Schoumaker       | Pierre Peetroons      | Sylvie Corman      | Marc Delrez             | Julien Vanhoyweghen  | Marc Bolland               |
| 6           | Isabelle Neuenschwander  | Pascale Dirick-Calmant  | Annick Laloux-Ruelle        | Anne-Marie Brivitello   | Yvette Vereyden       | Philippe Sotrez    | Marie-Ange Jolis        | Elise Remy           | Aurélie Kaye               |
| 7           | Eric Englebert           | André Samray            | Jean-Claude Meurens         | Yves Marechal           |                       | Marie-Ange Louis   | Geoffrey Gérôme         | Damien Mwalaba       | Yahya Yahyaoui             |
| 8           | Arthur Genten            | Marie Bastin            | Laura Iker                  | Sandy Godtbil           |                       | Dimitri Vanhée     | Maria Patti             | Ümü Gülsüm Yigitoglu | Delphine Gilman            |
| 9           | Muriel Gerkens           | Benoit Drèze            | Gilles Foret                | Charles Moreau          |                       | Joëlle Soulliaert  | Valérie Heuchamps       | Rudy Theunis         | Monique Megido Bernardo    |

#### Luxemburg
| Plaats      | Ecolo               | cdH                   | MR                         | PP                | Vlaams Belang    | DéFI                | PTB                 | Listes Destexhe   | PS                |
| Effectieven | Effectieven         | Effectieven           | Effectieven                | Effectieven       | Effectieven      | Effectieven         | Effectieven         | Effectieven       | Effectieven       |
| ----------- | ------------------- | --------------------- | -------------------------- | ----------------- | ---------------- | ------------------- | ------------------- | ----------------- | ----------------- |
| 1           | Cécile Thibaut      | Josy Arens            | Benoît Piedboeuf           | Maxime Grégoire   | Randal Neirynck  | Daniel Schutz       | Véronique Lebeau    | Daniel Willems    | Mélissa Hanus     |
| 2           | Nicolas Stilmant    | Marie-Eve Hannard     | Jessica Mayon              | Michaela Kuberna  |                  | Françoise Zimmer    | André Geuten        | Muriel Maton      | Nicolas Beaumont  |
| 3           | Véronique Burnotte  | Bernard Moinet        | Pablo Docquier             | Frédéric d'Huart  |                  | David Moisson       | Daphné Twiesselmann | Baudouin Severi   | Laurence le Bussy |
| 4           | Christophe Gavroy   | Carine Bonjean-Paquet | Laurence Crucifix-Wathelet | Anne Lambert      |                  | Marie-Josée Louis   | David Brack         | Anaïs Peant       | Mathieu Neerinck  |
| Opvolgers   |                     |                       |                            |                   |                  |                     |                     |                   |                   |
| 1           | Olivier Vajda       | Carmen Ramlot         | Mathieu Rossignol          | Frédéric Marbaix  | Sandra Welsh     | Anne-Marie Beranger | Peter Maaswinkel    | Cécile Hanchir    | Laurence Hezze    |
| 2           | Marie-Sophie Burton | Philippe Bontemps     | Laurence Gillet-Bastin     | Soeli Moureau     | Eric Jaegers     | François Rosseljong | Fabienne Jacoby     | Benjamin Herr     | Willy Noizet      |
| 3           | Murad Laqlii        | Sylvie Theodore       | Luc Weyders                | Bertrand Maquet   | Rita Vermote     | Colette Piront      | Laurent Georlette   | Valérie Brack     | Stéphanie Heyden  |
| 4           | Audrey Simon        | François Ruberty      | Sophie Leonard             | Tania Varlay Maus | Bart Defour      | Guy Goossens        | Francine Hesbois    | Johann Schmit     | Willy Planchard   |
| 5           | Jacques Delacolette | Christiane Kirsch     | Inès Claudot               | Terence Marcipont | Carola De Brandt | Victoria Secundo    | Pascal Belot        | Laetitia Geoffroy | Anne Davreux      |
| 6           | Sophie Michel       | Elie Deblire          | Alain Deworme              | Cindy Gondry      | Peter Lemmens    | Yves Collignon      | Katia Saint-Mard    | Anthony Polet     | Stéphane De Mul   |

#### Namen
| Plaats      | Ecolo               | cdH                       | MR                       | PP               | Vlaams Belang       | DéFI                  | PTB                | Listes Destexhe    | PS                |
| Effectieven | Effectieven         | Effectieven               | Effectieven              | Effectieven      | Effectieven         | Effectieven           | Effectieven        | Effectieven        | Effectieven       |
| ----------- | ------------------- | ------------------------- | ------------------------ | ---------------- | ------------------- | --------------------- | ------------------ | ------------------ | ----------------- |
| 1           | Georges Gilkinet    | Maxime Prévot             | David Clarinval          | Murielle Paquet  | Millès Raekelboom   | Pierre-Yves Dupuis    | Thierry Warmoes    | Astrid Charles     | Eliane Tillieux   |
| 2           | Isabelle Gengler    | Christine Botton-Mailleux | Anne Barzin              | John Louis       |                     | Jessica Delatte       | Emmanuelle Buntinx | Romain Debroux     | Jean-Marc Delizée |
| 3           | Bernard Convié      | François Piette           | Rudy Delhaise            | Laetitia Dupont  |                     | Olivier Trips         | Alain Parmentier   | Alice Marcx        | Simon Bultot      |
| 4           | Stéphanie Rota      | Marie-Christine Pierard   | Eloïse Doumont           | Jules Splingard  |                     | Leticia Peresan       | Isabeau Fronville  | Pierre Mallieu     | Marine Chenoy     |
| 5           | Thomas Fabry        | Etienne Bertrand          | Grégory Chintinne        | Giana Hubert     |                     | Jean-Claude Questiaux | Antoine Delblouck  | Sabine Beaufays    | Pascale Javaux    |
| 6           | Françoise Laboureur | Stéphanie Scailquin       | Françoise Léonard        | Alain Joplet     |                     | Marguerite Peerenboom | Flore Daubois      | Jean-Michel Larock | Olivier Bordon    |
| Opvolgers   |                     |                           |                          |                  |                     |                       |                    |                    |                   |
| 1           | Cécile Cornet       | Axel Tixhon               | Christophe Bombled       | Serge Pugenger   | Caroline Vanbraband | Loïc Demarteau        | Robin Bruyère      | Michaël Lamury     | Jules Eerdekens   |
| 2           | François Bouchat    | Anne Paradis              | Anne-Françoise Avalosse  | Julianne Laurent | Dirk Verdoodt       | Sara Castelein        | Ivette Vernimmen   | Vicky Lambert      | Elodie Watrice    |
| 3           | Myriam Libioulle    | Gauthier de Sauvage       | Marie-Christine Vermer   | Lionel Lambert   | Annick Geerts       | Vanessa Laurent       | Frans Bouwens      | Benoît Parmentier  | Cathy Collard     |
| 4           | Steve Tonneaux      | Ana Grandjean-Rodriguez   | Jérôme Haubruge          | Katia Blouquiaux | Hedwig Steenhout    | Michaël Sartori       | Ode Baivier        | Bernadette Delaby  | Guy Milcamps      |
| 5           | Claude Brouir       | Baudouin Schellen         | Valérie Warzée-Caverenne | Claude Lauwers   | Elke Maertens       | Murielle Lecocq       | Gérard de Selys    | Christian Bacq     | Nathalie Leclercq |
| 6           | Charlotte Mouget    | Clotilde Leal-Lopez       | Jean-Marc Van Espen      | Chantal Lieber   | Renaat Raes         | Bertrand Custinne     | Cathérine Vanherck | Antonia Pardo      | Marc Gilbert      |

#### Oost-Vlaanderen
| Plaats      | Open Vld                    | N-VA                  | Vlaams Belang             | CD&V                   | PVDA                    | Groen                          | sp.a                    |
| Effectieven | Effectieven                 | Effectieven           | Effectieven               | Effectieven            | Effectieven             | Effectieven                    | Effectieven             |
| ----------- | --------------------------- | --------------------- | ------------------------- | ---------------------- | ----------------------- | ------------------------------ | ----------------------- |
| 1           | Alexander De Croo           | Anneleen Van Bossuyt  | Barbara Pas               | Pieter De Crem         | Steven De Vuyst         | Stefaan Van Hecke              | Joris Vandenbroucke     |
| 2           | Katja Gabriëls              | Christoph D'Haese     | Ortwin Depoortere         | Leen Dierick           | Sonja Welvaert          | Evita Willaert                 | Anja Vanrobaeys         |
| 3           | Egbert Lachaert             | Peter Buysrogge       | Steven Creyelman          | Stefaan Vercamer       | Yüksel Kalaz            | Ann Vermeulen                  | Niels Tas               |
| 4           | Veli Yüksel                 | Kathleen Depoorter    | Pieter De Spiegeleer      | Ilse Uyttersprot       | Matilde De Cooman       | Jordy De Dobbeleer             | Méline Rovillard        |
| 5           | Rik Daelman                 | Tomas Roggeman        | Gabi De Boever            | Eda Özturk             | Erik De Vriendt         | Cengiz Cetinkaya               | Katie Coppens           |
| 6           | Tineke Van Hooland          | Veerle Baeyens        | Michel Van Brempt         | Johanna Huylenbroeck   | Inara Akhattout         | Ursula Jaramillo Cisternas     | Freija Dhondt           |
| 7           | Tess Minnens                | Bart Vermaercke       | Annemie Peeters-Muyshondt | Thomas Van Ongeval     | Alen Pivac              | Robbe De Wilde                 | Jan Van Peteghem        |
| 8           | Andy De Cock                | Manu Diericx          | Paul Beheyt               | Jef Van der Mynsbrugge | Debby Burssens          | Ann Germonpré                  | Lieselotte Van Hoecke   |
| 9           | Lode Bruneel                | Lotte Peeters         | Sanne Plancke             | Geert Hermans          | Olaf Audooren           | Jesse De Meulenaere            | Clara Calis             |
| 10          | Janna Bauters               | Michael Ally          | Freyja De Rijcke          | Ignace Michaux         | Justine Begerem         | Elise De Meulenaere            | Deniz Özkan             |
| 11          | Eveline Hoste               | Caroline De Bruyn     | Pedro De Smeijter         | Griet De Smet          | Max Vancauwenberghe     | Abraham Bendia                 | Lisa Colman             |
| 12          | Stijn Pluym                 | Debbie Vlaeminck      | André Buyl                | Steven Lambert         | Lyvia Diser             | Maud Wybraeke                  | Patrick Dossche         |
| 13          | Katty De Jaegher-Mortelmans | Hilde Raman           | Gunther Buggenhout        | Delphine Verschelde    | Robin Tonniau           | Jeroen Van Lysebettens         | Jan Van Hee             |
| 14          | Vicky Van Hyfte             | Maarten Blommaert     | Christel De Bruecker      | Maaike De Bom          | Lydia Imbo              | Imane Mazouz                   | Eddy Van de Walle       |
| 15          | Sofie Coppens               | Anita Bultynck        | Marita Macharis           | Chris Vervaet          | Mano Vastiau            | Vincent De Maeyer              | Dursun Alici            |
| 16          | Victor Catry                | Klaas De Smedt        | Caroline Persyn           | Elsy De Wilde          | Yuk Kit Yeung           | Stefia Vandenhoven             | Marnick Vaeyens         |
| 17          | Eva Willems                 | Kim Aluwé             | Els Van Puyvelde          | Sally Cosijns          | Alexander Van Ransbeeck | Benjamin Jacobs                | Lisa Houtman            |
| 18          | Walter Govaert              | Saskia De Leeuw       | Melissa Snauwaert         | Sven Roegiers          | Mia Pauwels             | Monika Dethier-Neumann (Ecolo) | Brent Meuleman          |
| 19          | Caroline De Padt            | Louis Ide             | Geert Goubert             | Isolde Coens           | Thomas Fiers            | Dieter Everaerts               | Annelies Storms         |
| 20          | Mathias De Clercq           | Siegfried Bracke      | Frans Wymeersch           | Jenne De Potter        | Lydie Neufcourt         | Riet Gillis                    | Rudy Coddens            |
| Opvolgers   |                             |                       |                           |                        |                         |                                |                         |
| 1           | Robby De Caluwé             | Ward Vranken          | Anneke Luyckx             | Jan Briers             | Kasper Libeert          | Kathleen Pisman                | Dagmar Beernaert        |
| 2           | Tania De Jonge              | Caroline Croo         | Johan Van Nieuwenhove     | Lore Baeten            | Elke Boonen             | Mustafa Tokgoz                 | Lieven Meert            |
| 3           | Heidi Bauer                 | Bernard Van der Stock | Daniël Knijf              | Jan De Nul             | Marianne Nimmegeers     | Aline Willen                   | Ron Van Kersschaver     |
| 4           | Daan Vanheel                | Heidi Van Gaever      | Ibtisam Gardabou          | Koenraad Deceuninck    | Veerle Severens         | Amedeo Debersaques             | Michael Bal             |
| 5           | Johan De Bleecker           | Katleen De Kesel      | Guy D'Haeseleer           | Laura Polfliet         | Maarten De Paepe        | Nele Melkebeke                 | Nathalie Dullemont      |
| 6           | Jean-Pierre Sprangers       | Jelle Tillieu         | Angel Dhooghe             | Els Verté              | Christine Jacobs        | Tijl De Witte                  | Céline Supply           |
| 7           | Dries Van Hecke             | Dieter Verscheure     | Koen De Cock              | Leen Piens             | Bruno Poppe             | Sophie Vanonckelen             | Kenneth Clauwaert       |
| 8           | Ann Van Den Driessche       | Lena Van Der Gucht    | Kelly Anthoons            | Sara Waeytens          | Annick Florus           | Georges Balon-Perin (Ecolo)    | Patricia Sarasin-Dhaene |
| 9           | Bart Marcoen                | Maxime Callaert       | Anita De Bruyn            | Noël Morreels          | Stefaan Engels          | Christa Grijp                  | Christopher Balcaen     |
| 10          | Mieke Bouve                 | Laura Peeters         | Timothy Janssens          | Frederik De Buck       | Jan Vansteenwinckel     | Philippe Wittevrongel          | Elle De Kuyper          |
| 11          | Ine Somers                  | Bob Cammaert          | Wouter Bracke             | Koen Loete             | Lydia Bruggeman         | Tine Heyse                     | Kalifa Diaby            |

#### Vlaams-Brabant
| Plaats      | Open Vld                 | N-VA                     | Vlaams Belang              | CD&V                     | DéFI                  | PVDA                      | Groen                       | sp.a                |
| Effectieven | Effectieven              | Effectieven              | Effectieven                | Effectieven              | Effectieven           | Effectieven               | Effectieven                 | Effectieven         |
| ----------- | ------------------------ | ------------------------ | -------------------------- | ------------------------ | --------------------- | ------------------------- | --------------------------- | ------------------- |
| 1           | Maggie De Block          | Theo Francken            | Dries Van Langenhove       | Koen Geens               | Ntonga Monsempo       | Bea Knaepen               | Jessika Soors               | Karin Jiroflée      |
| 2           | Tim Vandenput            | Kristien Van Vaerenbergh | Katleen Bury               | Els Van Hoof             | Véronique Pilate      | Kevin Kestemont           | Dieter Van Besien           | Moad El Boudaati    |
| 3           | Goedele Liekens          | Darya Safai              | Hagen Goyvaerts            | Sonja Becq               | Michel Dierick        | Jeocanda Salazar Cunalata | Veerle Leroy                | Nele Daenen         |
| 4           | Daniëlle Vanwesenbeeck   | Jan Spooren              | Nico Creces                | Walter De Donder         | Bernadette Cowé       | Liesbeth Godts            | Aimen Horch                 | Dirk Lodewijk       |
| 5           | Luk Van Biesen           | Katrien Houtmeyers       | Isabelle Pierreux          | Ingrid Claes             | Maxime Timmerman      | Farmen Xelani Sabir       | Marie-Rose Tshibola Lumbala | Peggy Masien        |
| 6           | Alexandra Roumans        | Lieve Maes               | Brigitte Gielen            | Monique De Dobbeleer     | Inès Torluccio        | Marie-Paule Bické         | David Dessers               | Eddy Vandenbosch    |
| 7           | Kris Peetermans          | Ine Tombeur              | Joël Dereze                | Kristien Goeminne        | Jean-Marc Mativa      | Jonathan De Beus          | Christine Tinlot (Ecolo)    | Geert Schellens     |
| 8           | Didier Reynaerts         | Dominick Vansevenant     | Patrick Van Den Bosch      | Simon De Boeck           | Georgette Bérard      | Cédric Renard             | Finke Jacobs                | Else Vanden Broeck  |
| 9           | Ann Selleslagh           | Stijn Quaghebeur         | Eddy Mortier               | Nicky Martens            | Guy Bernard           | Dirk Vandenboer           | Mia Casteels                | Merjem Ouelhadj     |
| 10          | Annick Dekeyser          | Eva Demesmaeker          | Werner Ost                 | Kirsten Hoefs            | Michèle Edelman       | Elke Donny                | Karel De Ridder             | Heidi Pittomvils    |
| 11          | Hilde Van Overstraeten   | Jan Anciaux              | Rika Bouderez              | Eunice Yahuma Baitoapala | Kenny Fetter          | Yannick Steenwinckel      | Elisabeth Rodriguez Jimenez | Katrien van Gilse   |
| 12          | Steven Arrazola de Oñate | Hilde Kaspers            | Annie Van Hauthem-De Ville | Marc Grootjans           | Françoise Moyart      | Kenny Irakoze             | Werner Boullart             | Bettina Sandermans  |
| 13          | Rudi Beeken              | Philip Roosen            | Alison Schrevens           | Jean-Pierre Taverniers   | Maxime Willems        | Jera Magnus               | Betsy Kiesekoms             | Rachid El Hajui     |
| 14          | Lien Degol               | Jan Couck                | Sabrina Willems            | Michel Vanderhasselt     | Véronique Janssens    | Eva Andriessen            | Dirk De Lobel               | Hans Bonte          |
| 15          | Dirk Devroey             | Luc Deconinck            | Willy Smout                | Tom Dehaene              | Didier Maes           | Sander Barrez             | Anne Dedry                  | Mohamed Ridouani    |
| Opvolgers   |                          |                          |                            |                          |                       |                           |                             |                     |
| 1           | Bram Delvaux             | Peter Persyn             | Joris De Vriendt           | Sammy Mahdi              | Carl Divry            | Jan Dereymaeker           | Eva Platteau                | Gerlant van Berlaer |
| 2           | Elisa Muriqi             | Sigrid Goethals          | Marleen Fannes             | Kristina Eyskens         | Katty Mertens         | Katrien Raeymaekers       | Hendrik Schoukens           | Christini Gounakis  |
| 3           | André Alles              | Bruno Stoffels           | Nils Van Roy               | Mattias Paglialunga      | Nicolas Pevée         | Charlotte Verheyden       | Petra Vreys                 | Mich De Winter      |
| 4           | Thomas Van Riet          | Nele De Martelaere       | Ludo Geuens                | Heidi Elpers             | Lauren Kolinsky       | Gwen Falony               | Steven Vanonckelen          | Mimoun Mokhtar      |
| 5           | Boris Cresens            | Guy Uyttersprot          | Nadine Motten              | Katrien Van Kriekinge    | Christian Verlinden   | An Cloet                  | Miet Dirix                  | Zinab El Jaouhari   |
| 6           | Jill Van Eecke           | Annelies Ooms            | Rita Ulin                  | Stefan Puttemans         | Marlène Christoyannis | Fikke Vandoorne           | Bram Vandenbroecke          | Natasja Ons         |
| 7           | Alexis Rons              | Sabine Ledens            | Eva Van der Kinderen       | Veerle Pas               |                       | Katrien Jans              | Hanne Lamberts-Van Assche   | Rita Balon-Gharbie  |
| 8           | Gerry Vranken            | Annick Geyskens          | Sandra Cools               | Boudewijn Herbots        |                       | Lien Mertens              | Nicolas Tavitian            | Marc Florquin       |
| 9           | Patricia Ceysens         | Renaat Huysmans          | Ben Bessemans              | Marc Wynants             |                       | Wouter Vanduffel          | Mark Keppens                | Louis Tobback       |

#### Waals-Brabant
| Plaats      | Ecolo                    | cdH                      | MR                        | PP                   | Vlaams Belang            | DéFI                   | PTB               | Listes Destexhe       | PS                          |
| Effectieven | Effectieven              | Effectieven              | Effectieven               | Effectieven          | Effectieven              | Effectieven            | Effectieven       | Effectieven           | Effectieven                 |
| ----------- | ------------------------ | ------------------------ | ------------------------- | -------------------- | ------------------------ | ---------------------- | ----------------- | --------------------- | --------------------------- |
| 1           | Simon Moutquin           | Olivier Vanham           | Charles Michel            | Michaël Debast       | Stijn Hiers              | Fiorella Iezzi         | Marc Boutet       | Pierre Vierendeel     | André Flahaut               |
| 2           | Coralie Vial             | Claire Stappaert         | Florence Reuter           | Chantal Bauwens      |                          | Olivier Gasia          | Dorothée Sudan    | Natacha Leblanc       | Isabelle Evrard             |
| 3           | Laurent Masson           | Rudi Cloots              | Emmanuel Burton           | Jacques Grauwels     |                          | Stéphanie Heng         | Philippe Boni     | Yves Van den Brande   | Julien Verteneuil           |
| 4           | Amandine Honhon          | Emilie Ruys              | Carole Ghiot              | Christiane Vanhouche |                          | Marc Ninane            | Ségolène Gilles   | Yasmina Pollard       | Victoire Scorey             |
| 5           | Julie Vanstallen (Groen) | Xavier Dubois            | Pierre Huart              | Loic Jonet           |                          | Isabelle Dehez         | Hugo Boutsen      | Benoit Mahiat         | Christian Fayt              |
| Opvolgers   |                          |                          |                           |                      |                          |                        |                   |                       |                             |
| 1           | Siska Gaeremyn           | Nicolas Cordier          | Vincent Scourneau         | Willem Toutenhoofd   | Edouard Van Hauwermeiren | Patrice Horn           | Herwig Lerouge    | Willy Braillard       | Anne Lambelin               |
| 2           | Christophe Lejeune       | Monique Misenga Kasongo  | Sophie Keymolen           | Martine Veckmans     | Karin Møller             | Madeleine Keesemaecker | Lauraline Michel  | Vinciane Decourty     | Hassan Idrissi              |
| 3           | Thérèse Snoy             | Benoît Huts              | Michaël Goblet d'Alviella | Stéphane Vaulet      | Ingrid Temmerman         | Patrick Thiry          | Felice Di Franco  | Paul Doms             | Fabienne Gendarme           |
| 4           | Youri Caels              | Sophie Visart de Bocarmé | Marie Delatte             | Colette Cuignet      | Eric Slagmulder          | Christiane Dumont      | Nathalie Vrancken | Maïtée Peeters        | Patrick Lefèvre             |
| 5           | Nadia El Abassi          | Ferdinand Jolly          | Jean-Luc Meurice          | Daniel Gilson        | Julien Lafruit           | Cédric Noël            | Baptiste Legros   | Sylvain Vankeirsbilck | Nicole Peeters              |
| 6           | Thomas Verhulst          | Annie Delmez             | Laurence Rotthier         | Liliane Ott          | Camiel Van den Borre     | Emilie Bruyns          | Olivia Genten     | Hana Parent           | Abdelkhalek Ben El Mostapha |

#### West-Vlaanderen
| Plaats      | Open Vld                       | N-VA                 | Vlaams Belang             | CD&V                     | PVDA                  | Groen                   | sp.a                 |
| Effectieven | Effectieven                    | Effectieven          | Effectieven               | Effectieven              | Effectieven           | Effectieven             | Effectieven          |
| ----------- | ------------------------------ | -------------------- | ------------------------- | ------------------------ | --------------------- | ----------------------- | -------------------- |
| 1           | Vincent Van Quickenborne       | Sander Loones        | Wouter Vermeersch         | Hendrik Bogaert          | Ilona Vandenberghe    | Wouter De Vriendt       | John Crombez         |
| 2           | Kathleen Verhelst              | Yngvild Ingels       | Dominiek Spinnewyn-Sneppe | Nathalie Muylle          | Patrick Baekelandt    | Shari Platteeuw         | Melissa Depraetere   |
| 3           | Lieven Cobbaert                | Björn Anseeuw        | Kurt Ravyts               | Franky Demon             | Bieke Lantsoght       | Balder Clarys           | Bieke Moerman        |
| 4           | Bert Verhaeghe                 | Koenraad Degroote    | Nathalie Dewulf           | Roel Deseyn              | Peter Degand          | Jaouad Karim            | Mathijs Goderis      |
| 5           | Lander Van Hove                | An Capoen            | Jo Van Steenkiste         | Lies Dezeure             | Carole Vergote        | Nele De Pestel          | Kasper Vandecasteele |
| 6           | Véronique Buyck                | Brecht Vermeulen     | Nancy Six                 | Lynn Callewaert          | Wilfried Vanacker     | Ruben Vangheluwe        | Younes El Haddaji    |
| 7           | Romina Vanhooren               | Dimitry Soenen       | Johan Vanblaere           | Eveline Van Quekelberghe | Veronique Vanhixe     | Inge Vandevelde         | Nick Mouton          |
| 8           | Gwendolyn Vandermeersch        | Eva Maes             | An Braem                  | Herlinde Rollez          | Dirk Vanmassenhove    | Raf Reuse               | Eva Vilain           |
| 9           | Souad Abihi                    | Henk Louf            | Kurt Malysse              | Jan Stevens              | Nele Vandenberghe     | Silke Beirens           | Evelyne Bouchaert    |
| 10          | Marleen Schillewaert-Vercruyce | Wim Monteyne         | Katrien David             | Bert Gunst               | Gilles Van Loocke     | Arne Deflo              | Vanessa Degrendele   |
| 11          | Bart Vandekerckhove            | Barbara Vandenbrande | Janick Samyn              | Margot Desmet            | Petra Lust            | Valentina Hoti          | Ann Devisschere      |
| 12          | Lut Deseyn                     | Marieke Stubbe       | Marianne Mortier          | Caroline Bonte-Vanraes   | Johan De Scheemaeker  | Jan Verbrugge           | Anneke Crevits       |
| 13          | Joris Tack                     | Kelly Detavernier    | Dieter Van Parys          | Dries Dehaudt            | Melissa Van Overtvelt | Valentien Goethals      | Barbara Roose        |
| 14          | Gauthier Defreyne              | Virginie Derumeaux   | Dorianne De Wiest         | Delphine Rommel          | Ivan De Pauw          | Koen Uittenhove         | Patrick Lansens      |
| 15          | Björn Prasse                   | Daphné Dumery        | Reinhilde Castelein       | Bart Naeyaert            | Ariane Seynaeve       | Els Goossens            | Peter Roose          |
| 16          | Sandrine De Crom               | Jean-Marie Dedecker  | Christian Verougstraete   | Frederiek Vermeulen      | Mario Coolsaet        | Charlotte Storme        | Johan Vande Lanotte  |
| Opvolgers   |                                |                      |                           |                          |                       |                         |                      |
| 1           | Jasper Pillen                  | Joren Vermeersch     | Tina Feys                 | Bercy Slegers            | Stephen Brigitta      | Elke Maertens           | Vicky Reynaert       |
| 2           | Hita Bhatti                    | Justine Pillaert     | Maxim Vanhooren           | Kevin Defieuw            | Heidi Walgraeve       | Robin De Lille          | Aaron Ooms           |
| 3           | Piet Delrue                    | Michiel Vandewalle   | Heidi Sohier              | Arnold Stael             | Daniel Callens        | Eline Deblaere          | Jonas Bel            |
| 4           | An-Sofie Himpe                 | Jolien Lootens-Stael | Lorenzo De Bel            | Adeline Bouché           | Heidi Saelens         | Pieter-Jan Hallemeersch | Björd Grijp          |
| 5           | Maxim Laporte                  | Gudrun Debrabandere  | Katty Tournoij            | Thijs Morlion            | Martin De Vreese      | Frauke Laurijssen       | Vicky Claeys         |
| 6           | Dirk Sioen                     | Tanja Greitsch       | Jordy Jacobs              | Anke Vandermeersch       | Cynthia Van Aelst     | Bert Taveirne           | Eva Bossuyt          |
| 7           | Mieke Syssauw                  | Jan Van Bruwaene     | Reinilde Van Cleemput     | Anneke Dejonghe          | Mario Vanneste        | Sien Jacques            | Hannelore Blondeel   |
| 8           | Stefaan Buyens                 | Caroline Ryde        | Jeanique Devriendt        | Raf Deprez               | Rita De Volder        | Bert Wouters            | Francis Watteeuw     |
| 9           | Sabien Lahaye-Battheu          | Geert Van Tieghem    | Giel Seynaeve             | Ben Desmyter             | Mieke Vandriessche    | Martine De Meester      | Jurgen Content       |

## Uitslag

### Ingeschreven kiezers & uitgebrachte stemmen
| Kieskring         | Ingeschreven Kiezers | Uitgebrachte Stemmen | Geldige Stemmen | Blanco & Ongeldig | Absenteïsme |
| ----------------- | -------------------- | -------------------- | --------------- | ----------------- | ----------- |
| Antwerpen         | 1.341.450            | 1.200.314            | 1.156.127       | 3,68%             | 10,52%      |
| Oost-Vlaanderen   | 1.155.734            | 1.049.066            | 998.917         | 4,78%             | 9,23%       |
| West-Vlaanderen   | 942.783              | 850.662              | 806.395         | 5,20%             | 9,77%       |
| Vlaams-Brabant    | 832.401              | 725.017              | 690.028         | 4,83%             | 12,90%      |
| Limburg           | 646.503              | 588.261              | 554.838         | 5,68%             | 9,01%       |
| Vlaams Gewest     | 4.918.871            | 4.413.320            | 4.206.305       | 4,69%             | 10,28%      |
|                   |                      |                      |                 |                   |             |
| Brussel-Hoofdstad | 623.162              | 538.109              | 501.459         | 6,81%             | 13,65%      |
|                   |                      |                      |                 |                   |             |
| Henegouwen        | 942.789              | 810.896              | 730.662         | 9,89%             | 13,99%      |
| Luik              | 794.378              | 675.279              | 619.185         | 8,31%             | 14,99%      |
| Namen             | 379.299              | 330.601              | 304.877         | 7,78%             | 12,84%      |
| Waals-Brabant     | 296.769              | 261.747              | 247.227         | 5,55%             | 11,80%      |
| Luxemburg         | 212.441              | 188.681              | 170.823         | 9,46%             | 11,18%      |
| Waals Gewest      | 2.625.676            | 2.267.204            | 2.072.774       | 8,58%             | 13,65%      |
|                   |                      |                      |                 |                   |             |
| België            | 8.167.709            | 7.218.633            | 6.780.538       | 6,07%             | 11,62%      |

#### Blanco en ongeldig
Er worden geen aparte cijfers gepubliceerd voor respectievelijk blanco en ongeldige stemmen. Ongeldig stemmen kan enkel nog waar er met potlood en papier gestemd wordt. Dit verklaart wellicht voor een deel de systematisch hogere cijfers in het Waals Gewest, waar men volledig is teruggekeerd naar potlood en papier, terwijl in Vlaanderen en Brussel grotendeels per computer wordt gestemd.

#### Absenteïsme
Ondanks de wettelijke opkomstplicht neemt het aantal kiezers dat niet opdaagt bij verkiezingen toe. In 1981 bleef 5,46% weg, in 2019 was dit meer dan verdubbeld tot 11,62%, met uitschieters tot boven de 18% in bepaalde kieskantons. Dit fenomeen is sterker uitgesproken in Wallonië en Brussel (13,65%) dan in Vlaanderen (10,28%). Eenzelfde verschil is merkbaar tussen grootsteden, die een hoger cijfer kennen dan landelijke gebieden. Zo bedraagt bijvoorbeeld het absenteïsme in de provincie Luik voor het kieskanton Verviers 19,10% en voor het kanton Héron slechts 8,79%. 
In de kieskring West-Vlaanderen worden de hoogste percentages genoteerd in de kieskantons Oostende, Nieuwpoort en Veurne, die de kustgemeenten omvatten. Een mogelijke verklaring hiervoor is het hoge aandeel 65+ inwoners, deels ook anderstalig, dat hier schommelt rond de 35% tegenover +/- 20%  voor de volledige provincie.
Het hoge cijfer voor Vlaams-Brabant (12,90%) is verklaarbaar door het feit dat alle afwezigen in het kieskanton Sint-Genesius-Rode (dat de zes faciliteitengemeenten omvat waar ook voor de kieskring Brussel gestemd kan worden) geteld worden als kiezers van de kieskring Vlaams-Brabant. Indien de afwezige kiezers proportioneel verdeeld worden over de kieskringen Brussel en Vlaams-Brabant dan ligt het absenteïsme voor Vlaams-Brabant met 9,98% in lijn met dit van de andere kieskringen in Vlaanderen. Een vergelijkbaar fenomeen doet zich voor in het kieskanton Voeren, waar men voor de federale verkiezingen de keuze heeft te stemmen in de kieskring Limburg of de kieskring Luik (kanton Aubel).

### Rijk
Dit zijn de uitslagen voor het gehele Rijk.
| Rijk   | Rijk            | 2019     | 2019      | 2019  | 2014   | 2014 | verschil |
| Partij | Partij          | Zetels   | stemmen   | %     | Zetels | %    | Zetels   |
| ------ | --------------- | -------- | --------- | ----- | ------ | ---- | -------- |
|        | N-VA            | 25 / 150 | 1.086.787 | 16,03 | 33     | 20,3 | 8        |
|        | VB              | 18 / 150 | 810.177   | 11,95 | 3      | 3,7  | 15       |
|        | PS              | 20 / 150 | 641.623   | 9,46  | 23     | 11,7 | 3        |
|        | CD&V            | 12 / 150 | 602.520   | 8,89  | 18     | 11,6 | 6        |
|        | PVDA/PTB        | 12 / 150 | 584.621   | 8,62  | 2      | 3,7  | 10       |
|        | Open Vld        | 12 / 150 | 579.334   | 8,54  | 14     | 9,8  | 2        |
|        | MR              | 14 / 150 | 512.825   | 7,56  | 20     | 9,6  | 6        |
|        | sp.a            | 9 / 150  | 455.034   | 6,71  | 13     | 8,8  | 4        |
|        | Ecolo           | 13 / 150 | 416.452   | 6,14  | 6      | 3,3  | 7        |
|        | Groen           | 8 / 150  | 413.836   | 6,10  | 6      | 5,3  | 2        |
|        | cdH             | 5 / 150  | 250.861   | 3,70  | 9      | 5,0  | 4        |
|        | DéFI            | 2 / 150  | 150.394   | 2,22  | 2      | 1,8  | =        |
|        | PP              | 0 / 150  | 75.096    | 1,11  | 1      | 1,5  | 1        |
|        | Listes Destexhe | 0 / 150  | 42.712    | 0,63  | -      | -    |          |
|        | Overige         | 0 / 150  | 158.266   | 2,32  | 0      | 3,9  |          |

1. ↑  Inclusief onafhankelijk kandidaat Jean-Marie Dedecker, die buiten de N-VA-fractie zetelt.
2. ↑  Inclusief onafhankelijk kandidaat Dries Van Langenhove.
3. ↑  Inclusief Tinne Van der Straeten van Groen, verkozen op Ecolo's Brusselse/Franstalige lijst.

- Totaal geldige stemmen: 6.780.538
- Blanco & Ongeldig:    438.095 - 6,07%
- Totaal uitgebrachte stemmen: 7.218.633
- Absenteïsme: 949.076 - 11,62%
- Totaal ingeschreven kiezers: 8.167.709

### Uitslagen per politieke familie
| Stemmen              | Stemmen              | Stemmen | Stemmen | Stemmen |
| -------------------- | -------------------- | ------- | ------- | ------- |
|                      |                      |         |         |         |
| Vlaams-nationalisten | Vlaams-nationalisten |         | 27,98%  | 27,98%  |
| Sociaaldemocraten    | Sociaaldemocraten    |         | 16,17%  | 16,17%  |
| Liberalen            | Liberalen            |         | 16,10%  | 16,10%  |
| Christendemocraten   | Christendemocraten   |         | 12,56%  | 12,56%  |
| Groenen              | Groenen              |         | 12,24%  | 12,24%  |
| Marxisten            | Marxisten            |         | 8,62%   | 8,62%   |
| Sociaal-liberalen    | Sociaal-liberalen    |         | 2,22%   | 2,22%   |
| Overige              | Overige              |         | 4,11%   | 4,11%   |

| Nationaal         | Nationaal                                   | 2019     | 2019      | 2019  | 2014   | 2014      | verschil |
| Politieke familie | Politieke familie                           | zetels   | stemmen   | %     | zetels | stemmen   | zetels   |
| ----------------- | ------------------------------------------- | -------- | --------- | ----- | ------ | --------- | -------- |
|                   | Vlaams-nationalisten (N-VA / Vlaams Belang) | 43 / 150 | 1.896.964 | 27,98 | 36     | 1.614.135 | 7        |
|                   | Sociaaldemocraten (PS / sp.a)               | 29 / 150 | 1.096.657 | 16,17 | 36     | 1.382.524 | 7        |
|                   | Liberalen (Open Vld / MR)                   | 26 / 150 | 1.092.159 | 16,10 | 34     | 1.309.831 | 8        |
|                   | Christendemocraten (CD&V / cdH)             | 17 / 150 | 853.381   | 12,56 | 27     | 1.119.224 | 10       |
|                   | Groenen (Ecolo / Groen)                     | 21 / 150 | 830.288   | 12,24 | 12     | 581.471   | 9        |
|                   | Marxisten (PVDA/PTB)                        | 12 / 150 | 584.621   | 8,62  | 2      | 251.276   | 10       |
|                   | Sociaal-liberalen (DéFI)                    | 2 / 150  | 150.394   | 2,22  | 2      | 121.384   | =        |
|                   | Overige                                     | 0        |           | 4,11  | 1      |           |          |

### Uitslagen per taal

#### Nederlandstalige lijsten
Dit zijn de uitslagen voor de Nederlandstalige lijsten in België.
Voor 2014 wordt onder Nederlandstalige lijsten verstaan: Groen, Vlaams Belang, Open Vld, LDD, sp.a, N-VA, CD&V, PVDA+, ROSSEM, Piratenpartij, PP, SD&P, PVGW en voor wat de vijf Vlaamse provinciale kieskringen betreft ook de B.U.B. Voor 2019 wordt onder Nederlandstalige lijsten verstaan: Open Vld, N-VA, VB, CD&V, Groen, sp.a, B.U.B, BUB Belgische Unie, de coöperatie, D-SA, Piratenpartij, PRO, PV&S, Volt en voor wat de vijf Vlaamse provinciale kieskringen betreft ook de PTB*PVDA en DierAnimal.
| Nederlandstalig | Nederlandstalig | 2019   | 2019      | 2019 | 2014   | 2014 | verschil |
| Partij          | Partij          | Zetels | stemmen   | %    | Zetels | %    | Zetels   |
| --------------- | --------------- | ------ | --------- | ---- | ------ | ---- | -------- |
|                 | N-VA            | 25     | 1.086.787 | 25,6 | 33     | 32,5 | 8        |
|                 | VB              | 18     | 810.177   | 19,1 | 3      | 5,9  | 15       |
|                 | CD&V            | 12     | 602.520   | 14,2 | 18     | 18,6 | 6        |
|                 | Open Vld        | 12     | 579.334   | 13,6 | 14     | 15,7 | 2        |
|                 | sp.a            | 9      | 455.034   | 10,7 | 13     | 14,2 | 4        |
|                 | Groen           | 8      | 413.836   | 9,7  | 6      | 8,5  | 2        |
|                 | PVDA/PTB        | 3      | 236.897   | 5,6  | 0      | 1,4  | 3        |
|                 | Overige         | 0      | 67.652    | 1,2  | 0      | 1,2  | =        |

#### Franstalige lijsten
Dit zijn de uitslagen voor de Franstalige lijsten in België.
Zowel voor 2014 als voor 2019 wordt onder Franstalige lijsten verstaan: alle lijsten die niet in de vorige referentie als Nederlandstalig worden omschreven.
| Franstalig | Franstalig      | 2019   | 2019    | 2019 | 2014   | 2014 | verschil |
| Partij     | Partij          | Zetels | stemmen | %    | Zetels | %    | Zetels   |
| ---------- | --------------- | ------ | ------- | ---- | ------ | ---- | -------- |
|            | PS              | 20     | 641.623 | 25,4 | 23     | 31,0 | 3        |
|            | MR              | 14     | 512.825 | 20,3 | 20     | 25,6 | 6        |
|            | Ecolo           | 13     | 416.452 | 16,5 | 6      | 8,8  | 7        |
|            | PVDA/PTB        | 9      | 347.724 | 13,8 | 2      | 5,2  | 7        |
|            | cdH             | 5      | 250.861 | 9,9  | 9      | 13,2 | 4        |
|            | DéFI            | 2      | 150.394 | 5,9  | 2      | 4,8  | =        |
|            | PP              | 0      | 75.096  | 3,0  | 1      | 4,0  | 1        |
|            | Listes Destexhe | 0      | 42.712  | 1,7  | -      | -    |          |
|            | Overige         | 0      | 90.614  | 3,6  | 0      | 7,3  | =        |

### Uitslag per kieskring

#### Antwerpen
Dit is de uitslag voor de kieskring Antwerpen.
| Antwerpen | Antwerpen | 2019   | 2019    | 2019  | 2014   | 2014 | verschil |
| Partij    | Partij    | Zetels | stemmen | %     | Zetels | %    | Zetels   |
| --------- | --------- | ------ | ------- | ----- | ------ | ---- | -------- |
|           | N-VA      | 8 / 24 | 361.022 | 31,23 | 11     | 39,4 | 3        |
|           | VB        | 5 / 24 | 217.333 | 18,80 | 2      | 7,0  | 3        |
|           | CD&V      | 3 / 24 | 128.036 | 11,07 | 4      | 16,1 | 1        |
|           | Groen     | 2 / 24 | 127.131 | 11,00 | 2      | 9,9  | =        |
|           | Open Vld  | 2 / 24 | 111.505 | 9,64  | 2      | 10,2 | =        |
|           | sp.a      | 2 / 24 | 93.114  | 8,05  | 3      | 11,6 | 1        |
|           | PVDA      | 2 / 24 | 88.430  | 7,65  | 0      | 4,5  | 2        |
|           | Andere    | 0 / 24 | 29.556  | 2,56  | 0      | 1,4  | -        |

- Totaal geldige stemmen: 1.156.127
- Blanco & Ongeldig:    44.187 - 3,68%
- Totaal uitgebrachte stemmen: 1.200.314
- Absenteïsme:   141.136 - 10,52%
- Totaal ingeschreven kiezers: 1.341.450

Verkozenen:
| - Jan Jambon (N-VA, 187.826) - Tom Van Grieken (VB, 122.232) - Peter Mertens (PVDA, 46.802) - Valerie Van Peel (N-VA, 41.520) - Kristof Calvo (Groen, 39.216) - Servais Verherstraeten (CD&V, 36.464) - Yasmine Kherbache (sp.a, 26.901) - Peter De Roover (N-VA, 26.609) | - Koen Metsu (N-VA, 24.017) - Christian Leysen (Open Vld, 22.725) - Yoleen Van Camp (N-VA, 21.202) - Sophie De Wit (N-VA, 19.218) - Bert Wollants (N-VA, 15.603) - Nahima Lanjri (CD&V, 14.380) - Michael Freilich (N-VA, 12.829) - Kim Buyst (Groen, 12.302) | - Jef Van Den Bergh (CD&V, 12.172) - Ellen Samyn (VB, 12.106) - Marianne Verhaert (Open Vld, 11.082) - Jan Bertels (sp.a, 9.995) - Marijke Dillen (VB, 8.645) - Reccino Van Lommel (VB, 8.051) - Hans Verreyt (VB, 8.043) - Greet Daems (PVDA, 7.268) |

#### Brussel-Hoofdstad
Dit is de uitslag voor de kieskring Brussel-Hoofdstad.
| Brussel-Hoofdstad | Brussel-Hoofdstad | 2019   | 2019    | 2019  | 2014   | 2014 | verschil |
| Partij            | Partij            | Zetels | stemmen | %     | Zetels | %    | Zetels   |
| ----------------- | ----------------- | ------ | ------- | ----- | ------ | ---- | -------- |
|                   | Ecolo             | 4 / 15 | 108.144 | 21,57 | 2      | 10,4 | 2        |
|                   | PS                | 3 / 15 | 100.195 | 19,98 | 5      | 24,9 | 2        |
|                   | MR                | 3 / 15 | 87.594  | 17,47 | 4      | 23,1 | 1        |
|                   | PTB*PVDA          | 2 / 15 | 61.589  | 12,28 | 0      | 3,8  | 2        |
|                   | DéFI              | 2 / 15 | 51.544  | 10,28 | 2      | 11,1 | =        |
|                   | cdH               | 1 / 15 | 29.161  | 5,82  | 2      | 9,3  | 1        |
|                   | N-VA              | 0 / 15 | 15.983  | 3,19  | 0      | 2,7  |          |
|                   | Listes Destexhe   | 0 / 15 | 12.879  | 2,57  | -      | -    |          |
|                   | Open Vld          | 0 / 15 | 11.511  | 2,30  | 0      | 2,7  |          |
|                   | PP                | 0 / 15 | 8.455   | 1,69  | 0      | 1,7  |          |
|                   | VB                | 0 / 15 | 7.824   | 1,56  | 0      | 1,0  |          |
|                   | CD&V              | 0 / 15 | 6.580   | 1,31  | 0      | 1,6  |          |

1. ↑  Inclusief onafhankelijk kandidaat Jean-Marie Dedecker, die buiten de N-VA-fractie zetelt en inclusief onafhankelijke kandidaat Dries Van Langenhove die binnen de fractie van Vlaams Belang zetelt.
2. ↑  Dit is de optelsom van de resultaten van PVDA/PTB in de vijf Vlaamse provincies, exclusief de kieskring Brussel-Hoofdstad.
3. ↑  Er staan ook Groen-kandidaten op de lijst.
4. ↑  Er staan ook sp.a-kandidaten op de lijst.

Verkozenen:
| - Didier Reynders (MR, 33.205) - Ahmed Laaouej (PS, 31.589) - Zakia Khattabi (Ecolo, 29.157) - Emir Kir (PS, 18.520) - Sophie Wilmès (MR, 16.180) | - Maria Vindevoghel (PVDA, 14.642) - Nabil Boukili (PTB, 13.790) - Caroline Désir (PS, 11.421) - Tinne Van der Straeten (Groen, 10.938) - François De Smet (DéFI, 10.000) | - Georges Dallemagne (cdH, 8.766) - Gilles Vanden Burre (Ecolo, 8.696) - Séverine de Laveleye (Ecolo, 8.175) - Michel De Maegd (MR, 7.998) - Sophie Rohonyi (DéFI, 5.704) |

1. 1 2  Tinne Van der Straeten, die werd verkozen op de lijst van het Franstalige Ecolo, en Maria Vindevoghel, verkozen op de lijst van de unitaire PVDA/PTB, legden beiden eerst hun eed als Kamerlid af in het Nederlands en behoren hiermee tot de Nederlandse taalgroep.

#### Henegouwen
Dit is de uitslag voor de kieskring Henegouwen.
| Henegouwen | Henegouwen      | 2019   | 2019    | 2019  | 2014   | 2014 | verschil |
| Partij     | Partij          | Zetels | stemmen | %     | Zetels | %    | Zetels   |
| ---------- | --------------- | ------ | ------- | ----- | ------ | ---- | -------- |
|            | PS              | 8 / 18 | 250.146 | 34,24 | 9      | 41,0 | 1        |
|            | MR              | 3 / 18 | 116.528 | 15,95 | 5      | 20,8 | 2        |
|            | PTB             | 3 / 18 | 114.243 | 15,64 | 1      | 5,2  | 2        |
|            | Ecolo           | 3 / 18 | 89.898  | 12,30 | 1      | 5,9  | 2        |
|            | cdH             | 1 / 18 | 58.695  | 8,03  | 2      | 10,4 | 1        |
|            | DéFI            | 0 / 18 | 27.484  | 3,76  | 0      | 2,0  |          |
|            | PP              | 0 / 18 | 24.719  | 3,38  | 0      | 4,4  |          |
|            | Listes Destexhe | 0 / 18 | 8.177   | 1,12  | -      | -    |          |

Verkozenen:
| - Elio Di Rupo (PS, 125.009) - Denis Ducarme (MR, 24.959) - Catherine Fonck (cdH, 19.333) - Jean-Marc Nollet (Ecolo, 16.676) - Ludivine Dedonder (PS, 16.663) - Marco Van Hees (PTB, 16.271) | - Eric Thiébaut (PS, 14.791) - Hugues Bayet (PS, 14.387) - Marie-Christine Marghem (MR, 14.079) - Patrick Prévot (PS, 13.615) - Caroline Taquin (MR, 13.119) - Daniel Senesael (PS, 11.843) | - Ozlem Ozen (PS, 10.791) - Sofie Merckx (PTB, 8.912) - Marie-Colline Leroy (Ecolo, 8.410) - Laurence Zanchetta (PS, 7.038) - Roberto D'Amico (PTB, 4.552) - Albert Vicaire (Ecolo, 2.818) |

#### Limburg
Dit is de uitslag voor de kieskring Limburg.
| Limburg | Limburg  | 2019   | 2019    | 2019  | 2014   | 2014 | verschil |
| Partij  | Partij   | Zetels | stemmen | %     | Zetels | %    | Zetels   |
| ------- | -------- | ------ | ------- | ----- | ------ | ---- | -------- |
|         | N-VA     | 3 / 12 | 125.273 | 22,58 | 5      | 31,4 | 2        |
|         | VB       | 3 / 12 | 109.499 | 19,74 | 0      | 6,1  | 3        |
|         | CD&V     | 2 / 12 | 103.625 | 18,68 | 3      | 22,7 | 1        |
|         | sp.a     | 2 / 12 | 76.614  | 13,81 | 2      | 17,7 | =        |
|         | Open Vld | 1 / 12 | 66.602  | 12,00 | 2      | 12,4 | 1        |
|         | Groen    | 1 / 12 | 38.154  | 6,88  | 0      | 6,0  | 1        |
|         | PVDA     | 0 / 12 | 31.037  | 5,59  | 0      | 2,6  | =        |

Verkozenen:
| - Zuhal Demir (N-VA, 61.444) - Wouter Beke (CD&V, 46.640) - Meryame Kitir (sp.a, 31.816) - Annick Ponthier (VB, 27.492) | - Patrick Dewael (Open Vld, 25.070) - Wouter Raskin (N-VA, 14.734) - Frieda Gijbels (N-VA, 14.722) - Nawal Farih (CD&V, 12.323) | - Frank Troosters (VB, 11.618) - Erik Gilissen (VB, 9.733) - Kris Verduyckt (sp.a, 8.926) - Barbara Creemers (Groen, 8.070) |

#### Luik
Dit is de uitslag voor de kieskring Luik.
| Luik   | Luik            | 2019   | 2019    | 2019  | 2014   | 2014 | verschil |
| Partij | Partij          | Zetels | stemmen | %     | Zetels | %    | Zetels   |
| ------ | --------------- | ------ | ------- | ----- | ------ | ---- | -------- |
|        | PS              | 5 / 15 | 154.232 | 24,91 | 5      | 30,0 | =        |
|        | MR              | 3 / 15 | 121.732 | 19,66 | 5      | 25,2 | 2        |
|        | PTB             | 3 / 15 | 101.860 | 16,45 | 1      | 8,1  | 2        |
|        | Ecolo           | 3 / 15 | 95.878  | 15,48 | 1      | 9,1  | 2        |
|        | cdH             | 1 / 15 | 52.167  | 8,43  | 2      | 13,1 | 1        |
|        | PP              | 0 / 15 | 21.998  | 3,55  | 1      | 5,2  | 1        |
|        | DéFI            | 0 / 15 | 22.313  | 3,60  | 0      | 2,2  |          |
|        | Listes Destexhe | 0 / 15 | 9.310   | 1,50  | -      | -    |          |

Verkozenen:
| - Frédéric Daerden (PS, 54.898) - Raoul Hedebouw (PTB, 49.852) - Daniel Bacquelaine (MR, 27.220) - Sarah Schlitz (Ecolo, 17.728) - Christophe Lacroix (PS, 17.094) | - Kattrin Jadin (MR, 17.015) - Julie Fernandez Fernandez (PS, 16.648) - Philippe Goffin (MR, 14.717) - Vanessa Matz (cdH, 12.561) - Laura Crapanzano (PS, 10.850) | - Marc Goblet (PS, 9.504) - Julie Chanson (Ecolo, 8.035) - Nadia Moscufo (PTB, 7.411) - Samuel Cogolati (Ecolo, 6.755) - Gaby Colebunders (PVDA, 3.524) |

#### Luxemburg
Dit is de uitslag voor de kieskring Luxemburg.
| Luxemburg | Luxemburg       | 2019   | 2019    | 2019  | 2014   | 2014 | verschil |
| Partij    | Partij          | Zetels | stemmen | %     | Zetels | %    | Zetels   |
| --------- | --------------- | ------ | ------- | ----- | ------ | ---- | -------- |
|           | MR              | 1 / 4  | 40.242  | 23,56 | 1      | 24,4 | =        |
|           | cdH             | 1 / 4  | 40.056  | 23,45 | 2      | 33,4 | 1        |
|           | PS              | 1 / 4  | 31.898  | 18,67 | 1      | 22,0 | =        |
|           | Ecolo           | 1 / 4  | 27.338  | 16,00 | 0      | 7,9  | 1        |
|           | PTB             | 0 / 4  | 15.424  | 9,03  | 0      | 2,4  |          |
|           | DéFI            | 0 / 4  | 5.092   | 2,98  | 0      | 1,7  |          |
|           | PP              | 0 / 4  | 4.933   | 2,89  | 0      | 4,1  |          |
|           | Listes Destexhe | 0 / 4  | 1.707   | 1,00  | -      | -    |          |

Verkozenen:
| - Josy Arens (cdH, 17.308) - Benoit Piedboeuf (MR, 14.052) | - Mélissa Hanus (PS, 12.183) - Cécile Thibaut (Ecolo, 6.502) |

#### Namen
Dit is de uitslag voor de kieskring Namen.
| Namen  | Namen           | 2019   | 2019    | 2019  | 2014   | 2014 | verschil |
| Partij | Partij          | Zetels | stemmen | %     | Zetels | %    | Zetels   |
| ------ | --------------- | ------ | ------- | ----- | ------ | ---- | -------- |
|        | PS              | 2 / 6  | 67.422  | 22,11 | 2      | 27,8 | =        |
|        | MR              | 1 / 6  | 60.266  | 19,77 | 2      | 28,3 | 1        |
|        | cdH             | 1 / 6  | 51.977  | 17,05 | 1      | 16,1 | =        |
|        | Ecolo           | 1 / 6  | 46.320  | 15,19 | 1      | 9,7  | =        |
|        | PTB             | 1 / 6  | 36.330  | 11,92 | 0      | 4,9  | 1        |
|        | DéFI            | 0 / 6  | 14.809  | 4,86  | 0      | 2,8  |          |
|        | PP              | 0 / 6  | 8.906   | 2,92  | 0      | 4,4  |          |
|        | Listes Destexhe | 0 / 6  | 4.326   | 1,42  | -      | -    |          |

Verkozenen:
| - Maxime Prévot (cdH, 31.757) - Eliane Tillieux (PS, 21.514) - David Clarinval (MR, 18.209) | - Jean-Marc Delizée (PS, 12.428) - Georges Gilkinet (Ecolo, 11.481) - Thierry Warmoes (PTB, 5.654) |

#### Oost-Vlaanderen
Dit is de uitslag voor de kieskring Oost-Vlaanderen.
| Oost-Vlaanderen | Oost-Vlaanderen | 2019   | 2019    | 2019  | 2014   | 2014 | verschil |
| Partij          | Partij          | Zetels | stemmen | %     | Zetels | %    | Zetels   |
| --------------- | --------------- | ------ | ------- | ----- | ------ | ---- | -------- |
|                 | N-VA            | 5 / 20 | 218.023 | 21,83 | 6      | 31,0 | 1        |
|                 | VB              | 4 / 20 | 200.173 | 20,04 | 1      | 6,2  | 3        |
|                 | Open Vld        | 4 / 20 | 178.349 | 17,85 | 4      | 18,1 | =        |
|                 | CD&V            | 2 / 20 | 127.024 | 12,72 | 4      | 17,9 | 2        |
|                 | Groen           | 2 / 20 | 103.061 | 10,32 | 2      | 9,2  | =        |
|                 | sp.a            | 2 / 20 | 101.447 | 10,16 | 3      | 13,3 | 1        |
|                 | PVDA            | 1 / 20 | 55.209  | 5,53  | 0      | 2,7  | 1        |

Verkozenen:
| - Alexander De Croo (Open Vld, 80.283) - Barbara Pas (VB, 41.911) - Anneleen Van Bossuyt (N-VA, 37.510) - Pieter De Crem (CD&V, 36.118) - Christoph D'Haese (N-VA, 31.370) - Joris Vandenbroucke (sp.a, 19.493) - Leen Dierick (CD&V, 18.553) | - Mathias De Clercq (Open Vld, 17.856) - Kathleen Depoorter (N-VA, 14.794) - Egbert Lachaert (Open Vld, 14.637) - Stefaan Van Hecke (Groen, 14.593) - Katja Gabriëls (Open Vld, 12.990) - Evita Willaert (Groen, 11.784) - Peter Buysrogge (N-VA, 11.724) | - Ortwin Depoortere (VB, 11.219) - Steven Creyelman (VB, 10.617) - Pieter De Spiegeleer (VB, 10.244) - Tomas Roggeman (N-VA, 9.616) - Steven De Vuyst (PVDA, 9.203) - Anja Vanrobaeys (sp.a, 8.527) |

#### Vlaams-Brabant
Dit is de uitslag voor de kieskring Vlaams-Brabant.
| Vlaams-Brabant | Vlaams-Brabant | 2019   | 2019    | 2019  | 2014   | 2014 | verschil |
| Partij         | Partij         | Zetels | stemmen | %     | Zetels | %    | Zetels   |
| -------------- | -------------- | ------ | ------- | ----- | ------ | ---- | -------- |
|                | N-VA           | 5 / 15 | 193.735 | 28,08 | 5      | 28,4 | =        |
|                | Open Vld       | 3 / 15 | 106.175 | 15,39 | 4      | 25,1 | 1        |
|                | CD&V           | 2 / 15 | 94.743  | 13,73 | 3      | 16,5 | 1        |
|                | VB             | 2 / 15 | 92.844  | 13,46 | 0      | 4,3  | 2        |
|                | Groen          | 2 / 15 | 81.620  | 11,83 | 1      | 8,7  | 1        |
|                | sp.a           | 1 / 15 | 65.374  | 9,47  | 2      | 12,0 | 1        |
|                | PVDA           | 0 / 15 | 33.016  | 4,78  | 0      | 1,9  |          |

Verkozenen:
| - Theo Francken (N-VA, 122.738) - Koen Geens (CD&V, 45.962) - Maggie De Block (Open Vld, 40.819) - Dries Van Langenhove (VB als onafhankelijke, 39.295) - Jessika Soors (Groen, 18.226) | - Kristien Van Vaerenbergh (N-VA, 17.304) - Darya Safai (N-VA, 17.074) - Goedele Liekens (Open Vld, 15.678) - Els Van Hoof (CD&V, 13.251) - Jan Spooren (N-VA, 12.033) | - Katrien Houtmeyers (N-VA, 12.027) - Karin Jiroflée (sp.a, 11.839) - Tim Vandenput (Open Vld, 9.620) - Katleen Bury (VB, 7.786) - Dieter Van Besien (Groen, 5.313) |

#### Waals-Brabant
Dit is de uitslag voor de kieskring Waals-Brabant.
| Waals-Brabant | Waals-Brabant   | 2019   | 2019    | 2019  | 2014   | 2014 | verschil |
| Partij        | Partij          | Zetels | stemmen | %     | Zetels | %    | Zetels   |
| ------------- | --------------- | ------ | ------- | ----- | ------ | ---- | -------- |
|               | MR              | 3 / 5  | 86.463  | 34,97 | 3      | 40,8 | =        |
|               | Ecolo           | 1 / 5  | 48.874  | 19,77 | 1      | 11,4 | =        |
|               | PS              | 1 / 5  | 37.730  | 15,26 | 1      | 21,4 | =        |
|               | cdH             | 0 / 5  | 26.335  | 7,61  | 0      | 11,0 |          |
|               | PTB             | 0 / 5  | 18.278  | 7,39  | 0      | 2,7  |          |
|               | DéFI            | 0 / 5  | 15.109  | 6,11  | 0      | 4,7  |          |
|               | Listes Destexhe | 0 / 5  | 6.313   | 2,55  | -      | -    |          |
|               | PP              | 0 / 5  | 6.085   | 2,46  | 0      | 4,0  |          |

Verkozenen:
| - Charles Michel (MR, 35.062) - Florence Reuter (MR, 20.859) - André Flahaut (PS, 14.483) | - Emmanuel Burton (MR, 5.921) - Simon Moutquin (Ecolo, 5.909) |

#### West-Vlaanderen
Dit is de uitslag voor de kieskring West-Vlaanderen.
| West-Vlaanderen | West-Vlaanderen | 2019   | 2019    | 2019  | 2014   | 2014 | verschil |
| Partij          | Partij          | Zetels | stemmen | %     | Zetels | %    | Zetels   |
| --------------- | --------------- | ------ | ------- | ----- | ------ | ---- | -------- |
|                 | N-VA            | 4 / 16 | 172.751 | 21,42 | 6      | 28,5 | 2        |
|                 | VB              | 4 / 16 | 164.427 | 20,39 | 0      | 4,7  | 4        |
|                 | CD&V            | 3 / 16 | 142.512 | 17,67 | 4      | 21,7 | 1        |
|                 | sp.a            | 2 / 16 | 118.512 | 14,70 | 3      | 17,6 | 1        |
|                 | Open Vld        | 2 / 16 | 105.192 | 13,04 | 2      | 13,8 | =        |
|                 | Groen           | 1 / 16 | 63.870  | 7,92  | 1      | 7,9  | =        |
|                 | PVDA            | 0 / 16 | 29.205  | 3,62  | 0      | 1,7  |          |

Verkozenen:
| - John Crombez (sp.a, 55.678) - Hendrik Bogaert (CD&V, 48.421) - Sander Loones (N-VA, 44.070) - Jean-Marie Dedecker (N-VA als onafhankelijke, 40.781) - Vincent Van Quickenborne (Open Vld, 40.292) - Wouter Vermeersch (VB, 31.127) | - Nathalie Muylle (CD&V, 23.067) - Franky Demon (CD&V, 18.221) - Wouter De Vriendt (Groen, 14.596) - Björn Anseeuw (N-VA, 13.202) - Yngvild Ingels (N-VA, 13.131) | - Melissa Depraetere (sp.a, 12.601) - Nathalie Dewulf (VB, 11.593) - Kathleen Verhelst (Open Vld, 11.533) - Dominiek Spinnewyn-Sneppe (VB, 10.654) - Kurt Ravyts (VB, 9.567) |

## Senaat
Sinds de zesde staatshervorming van 2011 wordt de Senaat niet meer rechtstreeks verkozen. De deelstaatparlementen verkiezen 50 senatoren, die op hun beurt 10 senatoren coöpteren, wat maakt dat er in totaal 60 senatoren zijn.

### Nederlandstaligen
De 29 Nederlandstalige zetels worden verdeeld op basis van de uitslag van de verkiezingen voor het Vlaams Parlement. De 6 gecoöpteerde Nederlandstalige senatoren worden verdeeld op basis van de uitslag voor de verkiezingen van de Kamer van volksvertegenwoordigers (de bovenstaande resultaten).
Dit geeft het volgende resultaat:
| Partij        | Deelstaat (29) | Gecoöpteerd (6) | Totaal (35) |
| ------------- | -------------- | --------------- | ----------- |
| N-VA          | 8              | 1               | 9           |
| Vlaams Belang | 6              | 1               | 7           |
| CD&V          | 4              | 1               | 5           |
| Open Vld      | 4              | 1               | 5           |
| sp.a          | 3              | 1               | 4           |
| Groen         | 3              | 1               | 4           |
| PVDA          | 1              | 0               | 1           |

### Franstaligen
De Franstalige partijen mogen 20 senatoren aanduiden en 4 coöpteren. De deelstaatsenatoren worden als volgt aangewezen:
- 8 door en uit het Waals Parlement;
- 2 door en uit de Franse taalgroep van het Brussels Hoofdstedelijk Parlement;
- en 10 door en uit het Parlement van de Franse Gemeenschap (dat op zijn beurt wordt samengesteld uit de twee bovenstaande parlementen).

| Partij | Deelstaat (20) | Gecoöpteerd (4) | Totaal (24) |
| ------ | -------------- | --------------- | ----------- |
| PS     | 6              | 1               | 7           |
| MR     | 5              | 1               | 6           |
| Ecolo  | 4              | 1               | 5           |
| PTB    | 3              | 1               | 4           |
| cdH    | 2              | 0               | 2           |

### Duitstaligen
Het Parlement van de Duitstalige Gemeenschap mag één senator aanwijzen met een gewone stemming. Anders dan bij de verdeling van Vlaamse en Franstalige partijen, wordt de aanwijzing dus niet wettelijk bepaald.